# 500 kHz (maritime et aéronautique)
La fréquence de 500 kHz (désignée aussi par sa longueur d'onde : 600 mètres) est la fréquence de détresse et d'appel en radiotélégraphie Morse , pour les stations du service mobile maritime et aéronautique .) travaillant dans la bande comprise de 415 kHz à 526,5 kHz, avec une portée d'exploitation jusqu'à 1 000 km.
En France, cette fréquence de 500 kHz ou 500 kc/s (kilo cycles par seconde) a fonctionné de 1904 à 1997 avec une veille de détresse jusqu'en 1999. À ce jour, une flotte de navires ou d'aéronefs effectuant des liaisons radiotélégraphiques n’a plus d’interconnexion possible avec les stations SMDSM 1999.
À ce jour, cette fréquence de 500 kHz fonctionne depuis des stations côtières d'Afrique et d'Asie et depuis les stations des navires et/ou des aéronefs de ces pays: Algérie, Arabie saoudite, Azerbaïdjan, Bahreïn, Biélorussie, Chine, Comores, Djibouti, Égypte, Émirats arabes unis, Russie, Irak, Jordanie, Kazakhstan, Koweït, Liban, Libye, Mauritanie, Oman, Ouzbékistan, Qatar, Syrie, Kirghizistan, Somalie, Soudan, Tunisie, Yémen .

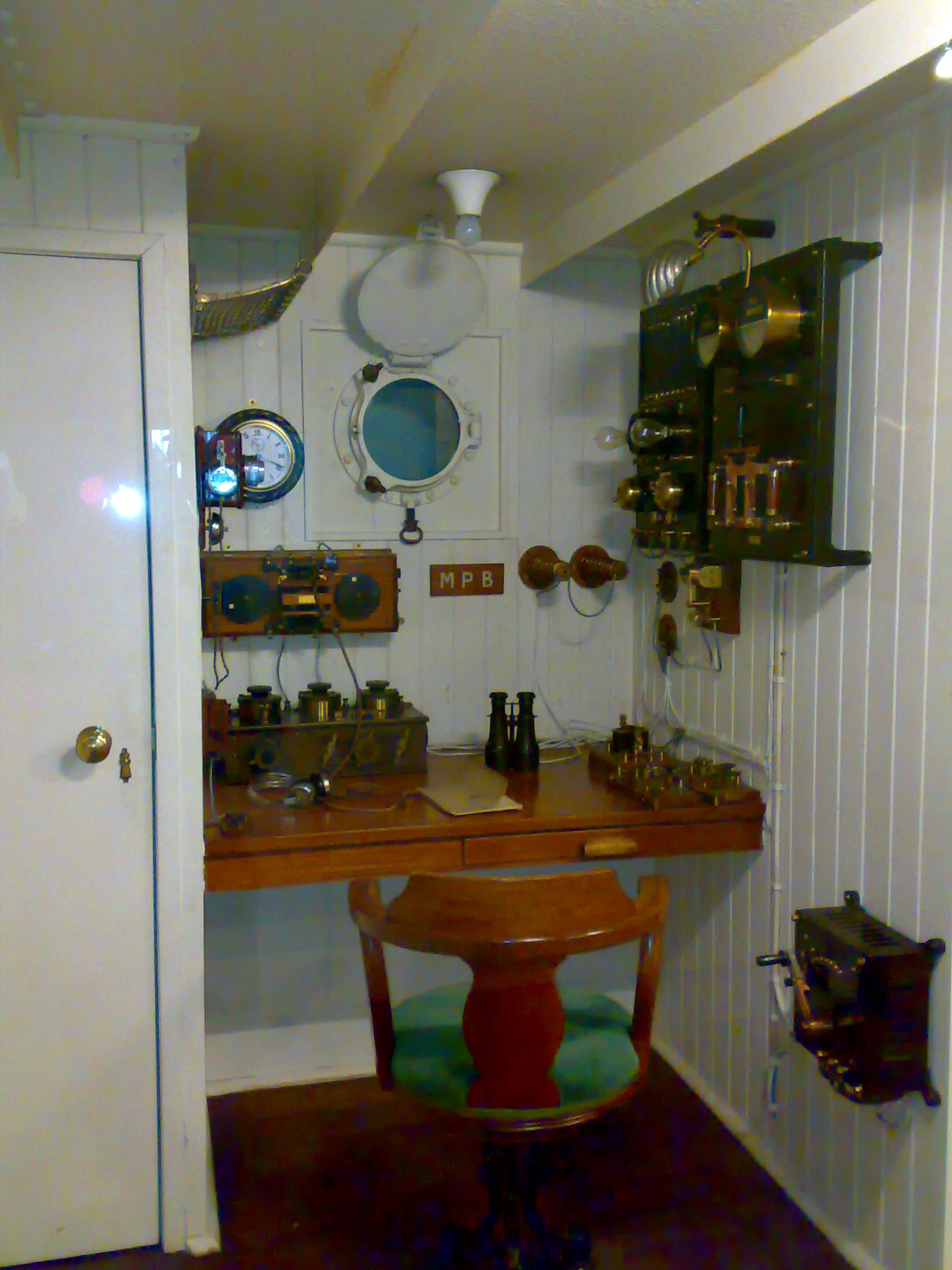
Station radiotélégraphique type Marconi.

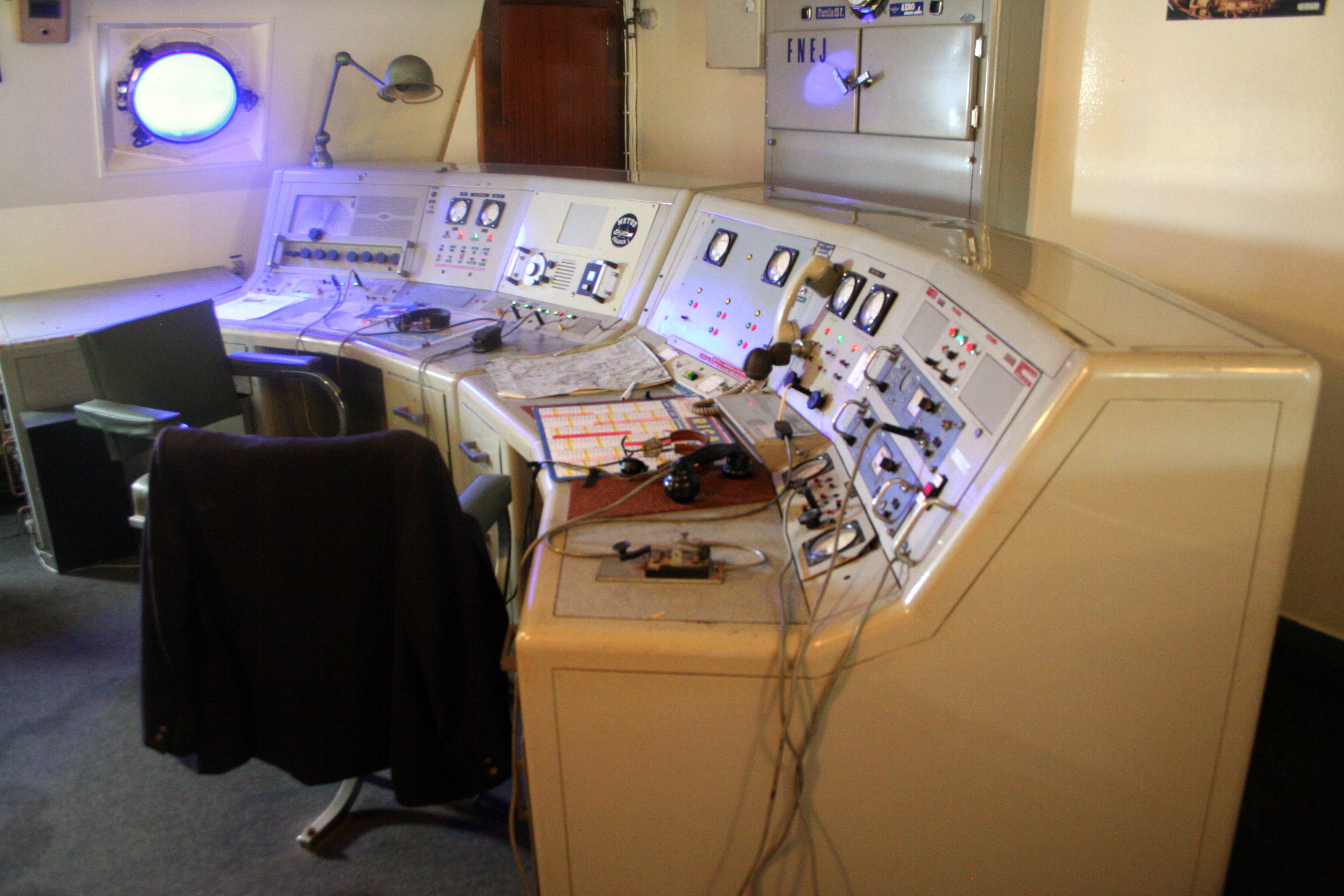
Station radiotélégraphique de la frégate météorologique « France ».

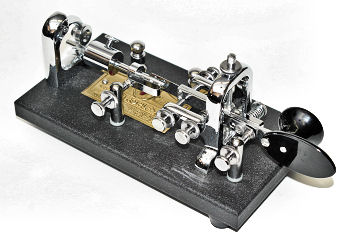
Manipulateur radiotélégraphique Vibroplex à grande vitesse (30 mots par minute.)

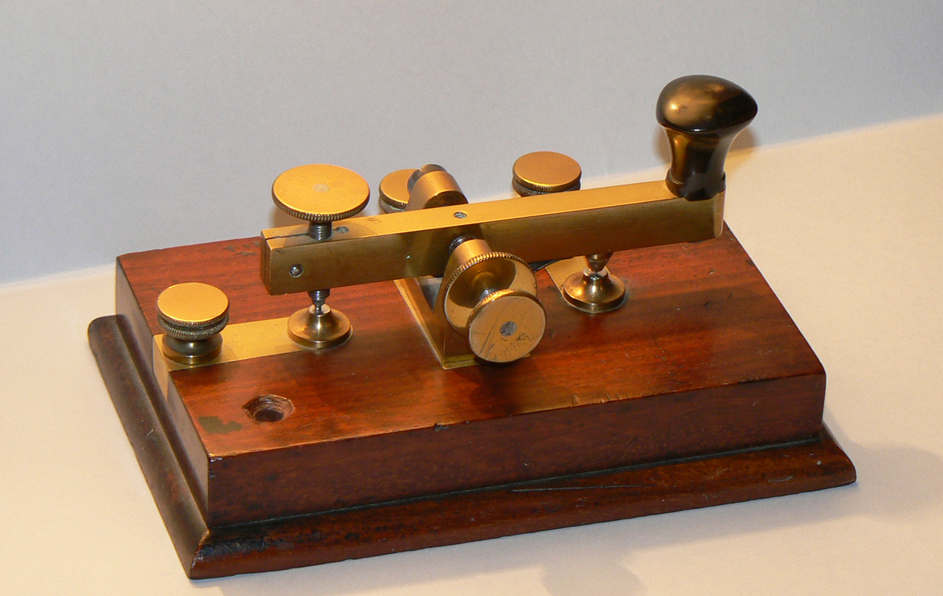
Manipulateur radiotélégraphique.

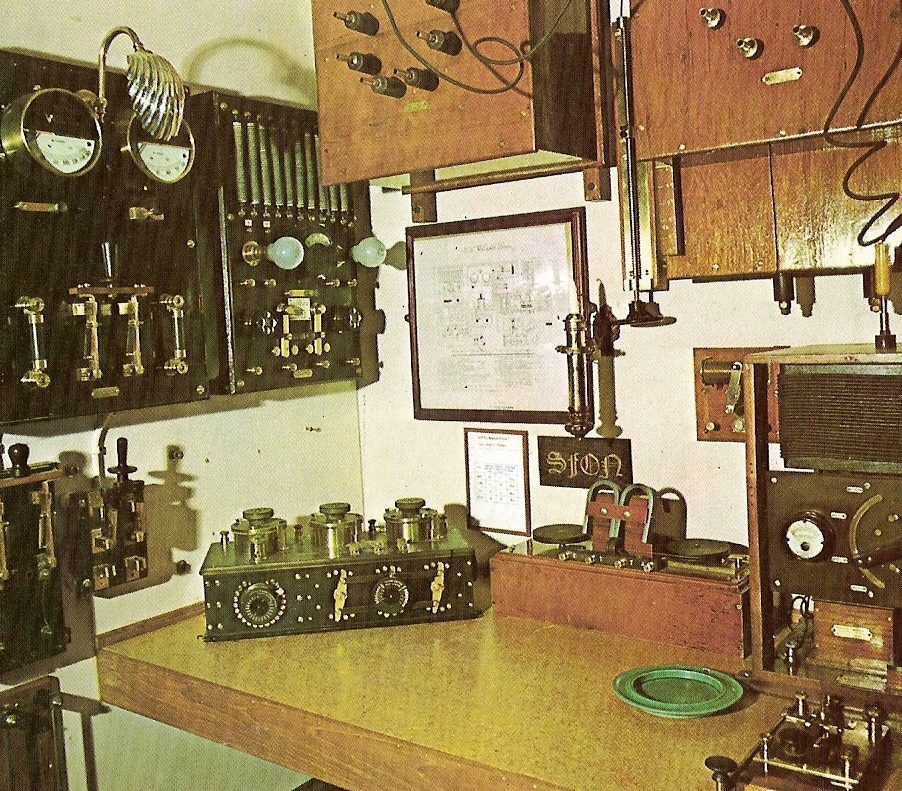
Station radiotélégraphique type Marconi

## Utilisation de la fréquence500kHz
La fréquence 500 kHz est la fréquence internationale de détresse et d'appel en radiotélégraphie Morse sur ondes hectométriques pour les stations du service mobile maritime et aéronautique. De la disponibilité de cette fréquence dépend l'efficacité de la veille effectuée par les stations côtières. Elle doit être employée pour les appels et le trafic de détresse.
Les messages de sécurité doivent être transmis sur une fréquence de travail après annonce préliminaire sur la fréquence 500 kHz.
Afin de faciliter la réception des appels de détresse, toutes les émissions sur la fréquence 500 kHz doivent être réduites au minimum et ne pas dépasser une minute. Avant d'émettre sur la fréquence 500 kHz, un laps de temps d'écoute suffisant est nécessaire, afin d'être certain qu'aucun trafic de détresse n'est en cours. Cette disposition ne s'applique pas aux stations en détresse.
Chaque navire équipé d'une station radiotélégraphie Morse sur ondes hectométrique est en veille sur 500 kHz et c'est là qu'il sera appelé.
Les stations conviennent d'une fréquence de dégagement. Puis, la communication terminée, le navire revient sur 500 kHz.
Depuis le SMDSM 1999, les stations ne sont plus tenues à l'écoute obligatoire du canal 500 kHz.

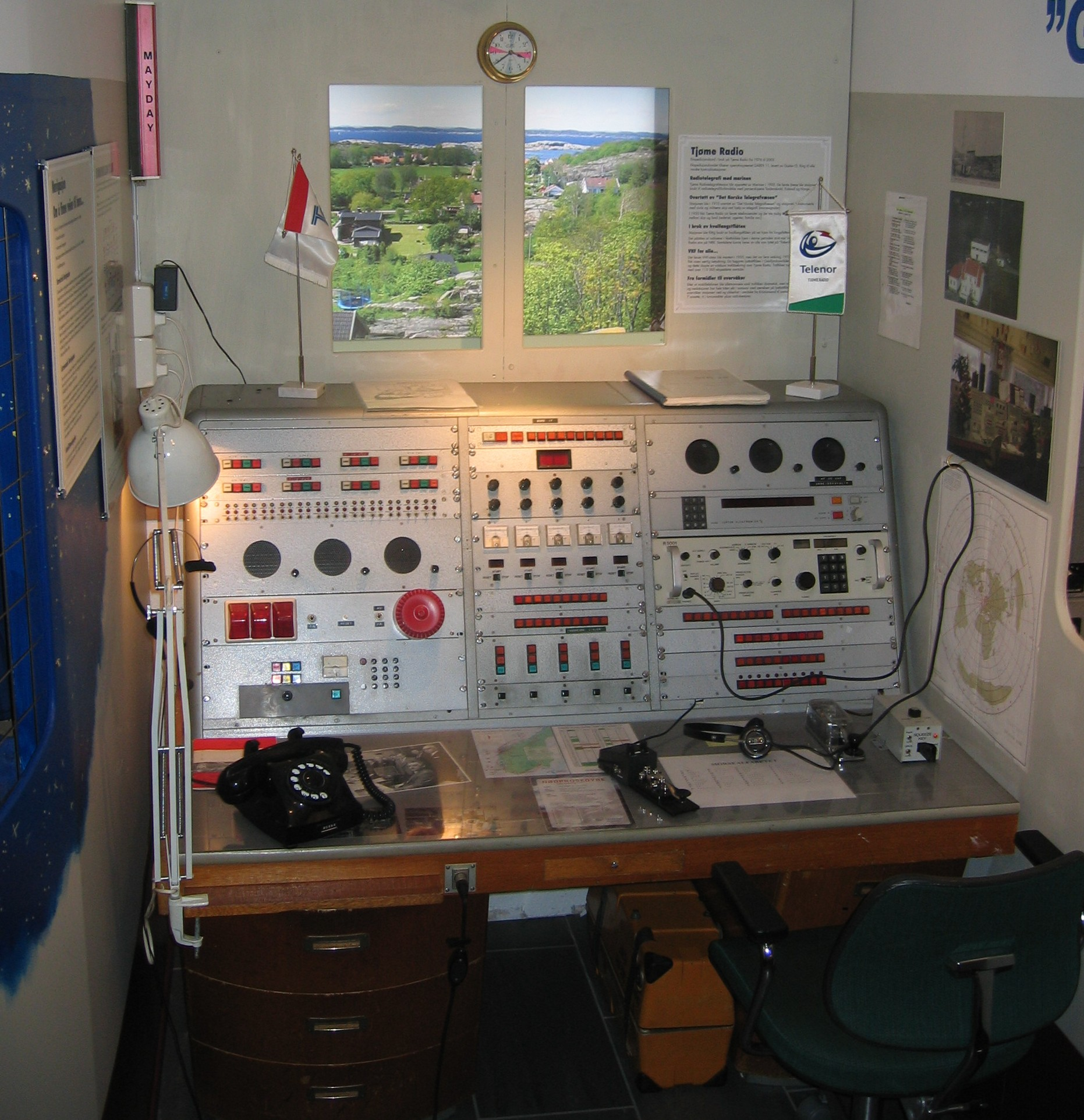
Station radiotélégraphique

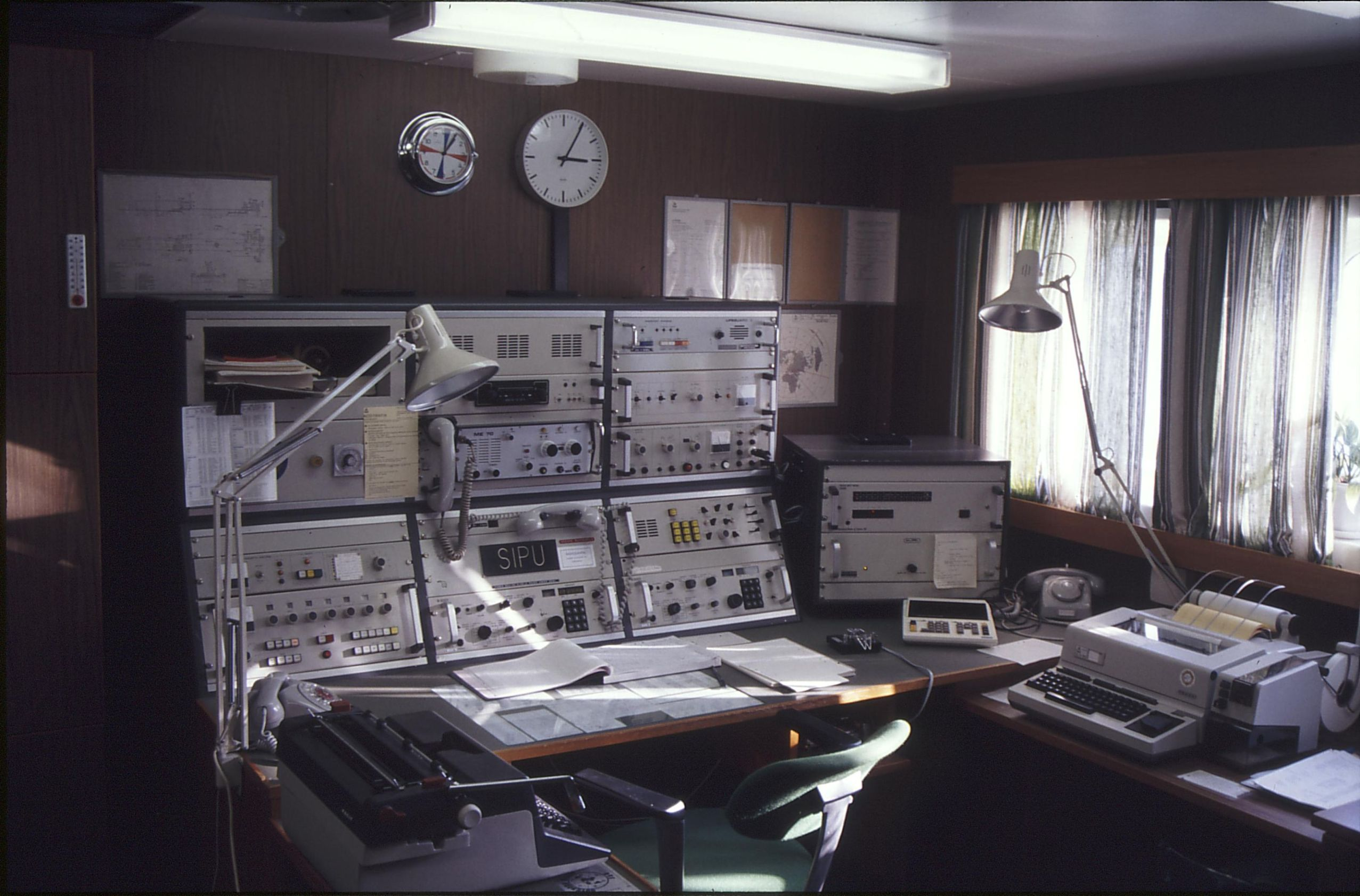
Station radiotélégraphique

## Historique

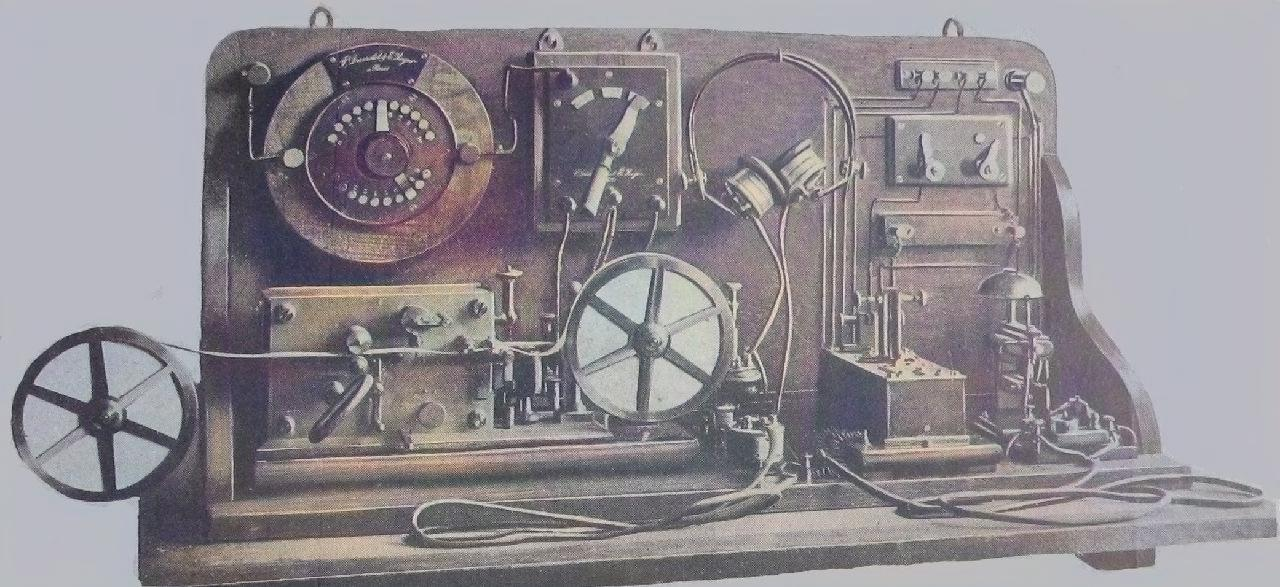
Poste récepteur marine à cohéreur.

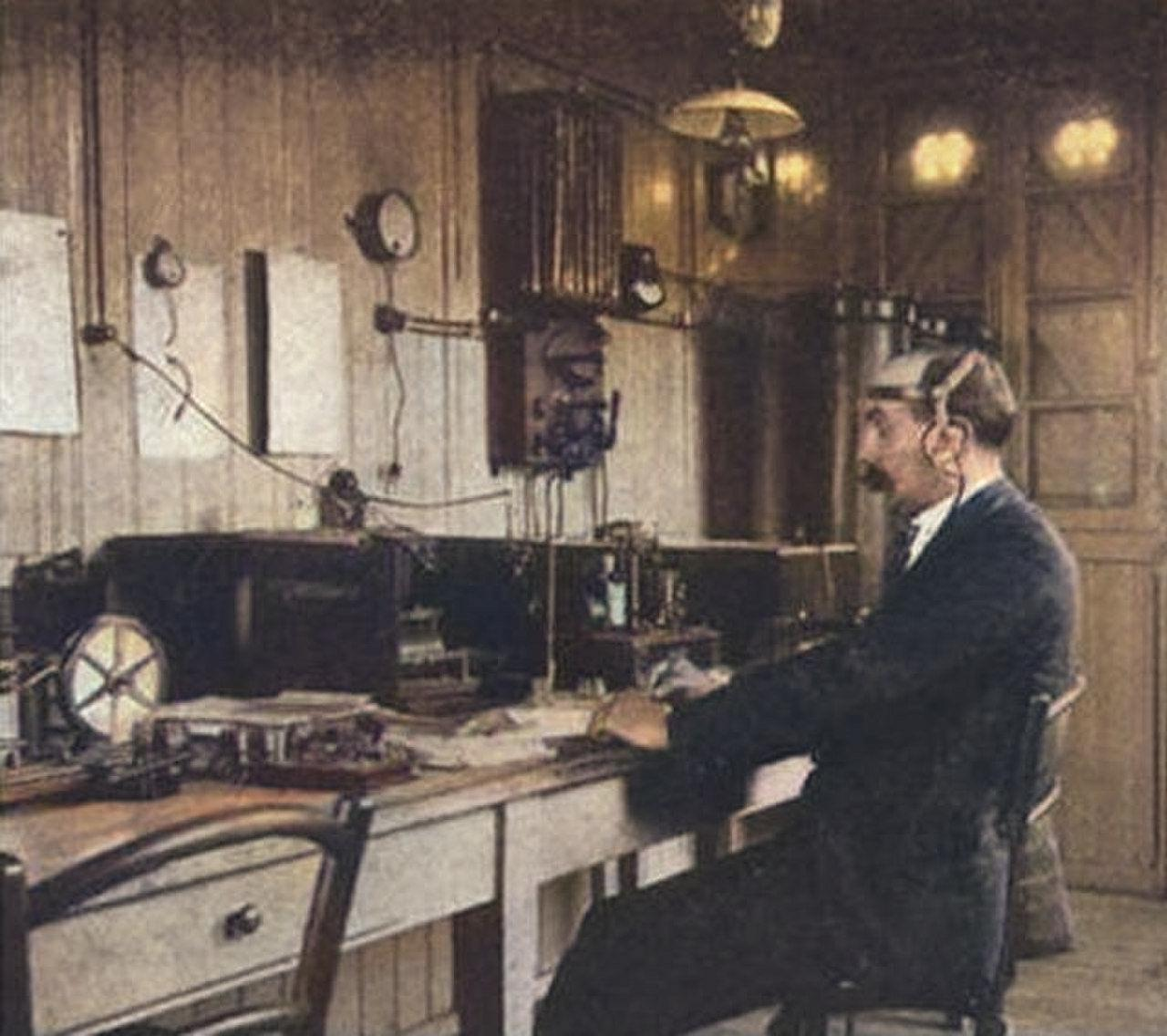
Ushant FFU (Ouessant TSF) en 1904

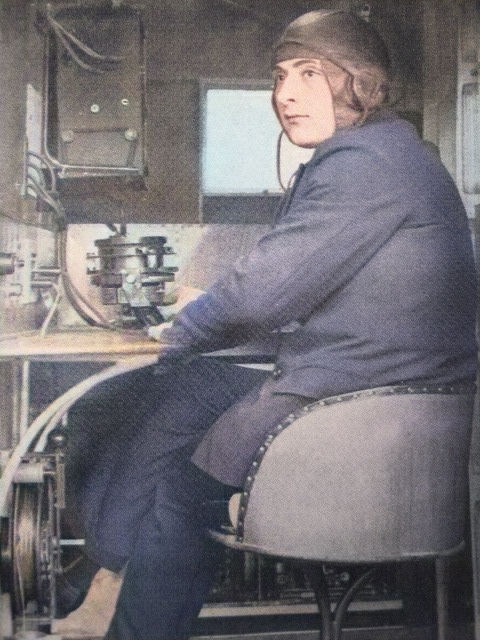
Opérateur radiotélégraphiste navigant 1920-1930 (ballon dirigeable et avion)

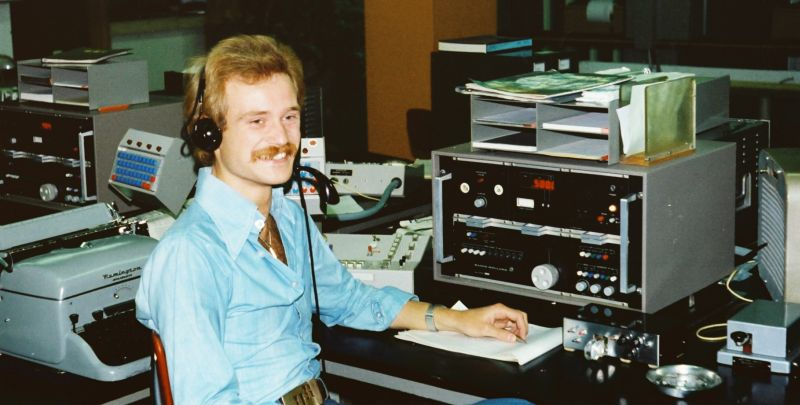
Schéveningue en 1970, indicatif (radio) PCH

- En France, depuis 1901, après avoir déménagé dans plusieurs lieux sur l'île d'Ouessant, la station Ouessant TSF, Indicatif (radio) FFU (station Française Fixe de Ushant), a été dès 1904 la première station française opérationnelle pour l'échange des correspondances privées avec une flotte de 80 paquebots sur la longueur d'onde 600 mètres. Détruite en 1944 par fait de guerre, Ouessant TSF n'a jamais été reconstruite. Elle a été remplacée en 1952 par la nouvelle station Le Conquet radio (avec le même indicatif radio FFU) fermée en 1997.
- Dès 1904 jusqu'en 1913 normalement pour l'échange des correspondances privées avec les navires en mer[6] :
  - Les navires émettaient sur la longueur d'onde de 300 mètres (1 000 kHz) et écoutaient sur la longueur d'onde 600 mètres (500 kHz).
  - Les stations côtières normalement émettaient sur la longueur d'onde 600 mètres (500 kHz) et écoutaient sur la longueur d'onde de 300 mètres (1 000 kHz).
  - Les navires et les stations côtières avaient la possibilité d’émettre et de recevoir sur la même longueur d’onde ; par exemple un navire contactant un autre navire sur la longueur d'onde 600 mètres ou une station côtière contactant une autre station côtière sur la longueur d'onde 300 mètres.
- Dès 1913 (à la suite de la tragédie du Titanic), un opérateur radiotélégraphiste devra être de service en tout temps, jour et nuit, pour assurer la réception immédiate de tout appel de détresse, avertissement ou autres transmissions importantes. Toutes les stations côtières et toutes les stations des navires sont en écoute radiotélégraphique sur la longueur d'onde 600 mètres (500 kHz). 
Puis les stations appelante et appelée convenaient d'une longueur d'onde normalisée de travail[7] : 775 mètres (387 kHz) ; 750 mètres (400 kHz) ; 725 mètres (414 kHz) ; 700 mètres (428,5 kHz) ; 650 mètres (461,5 kHz). Puis, la communication terminée, les stations reviennent effectuer la veille radiotélégraphique obligatoire sur la longueur d'onde 600 mètres (500 kHz)[8]. Les petits bateaux ne pouvant pas travailler en radiotélégraphie sur la longueur d'onde 600 mètres (500 kHz) travaillent sur la longueur d'onde de 300 mètres (1 000 kHz) et effectuent une écoute radiotélégraphique obligatoire sur la longueur d'onde 600 mètres (500 kHz).
- La longueur d'onde des 600 mètres a été recommandée  par la conférence de Berlin de 1906[9], l'unité kHz est introduite vers 1927[10], la longueur d'onde des 600 mètres devient peu à peu la fréquence 500 kHz.

Plusieurs fréquences ont été transférées sur 500 kHz :
- la fréquence d’appel en radiotélégraphie de 1 000 kHz de la bande des 300 mètres utilisés par les petits bateaux jusqu'en 1927.
- la longueur d'onde d’appel transocéanique de 1 800 mètres en radiotélégraphie désignée aussi par la fréquence 166,5 kHz jusqu'en 1927[11].
- la fréquence d’appel des paquebots en radiotélégraphie de 143 kHz de la bande des 2 100 mètres[12].
- La fréquence de 333 kHz (désignée aussi par sa longueur d'onde: 900 mètres) était la fréquence internationale d'appel et de sécurité en radiotélégraphie Morse sur onde hectométrique comprise de 325 kHz à 405 kHz du service aéronautique[13].

### Quelques dates
En France:

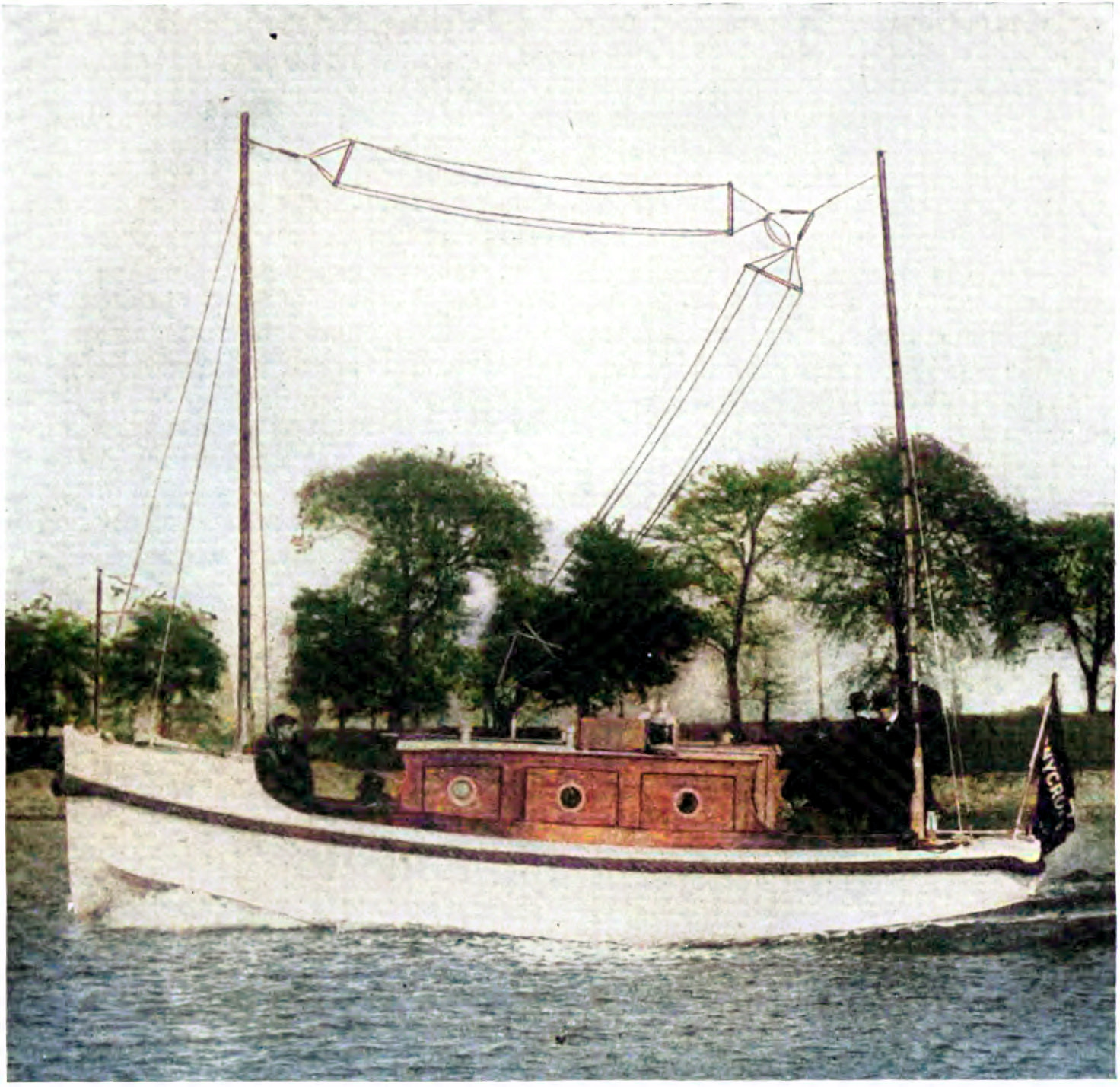
Antenne de station de canot de sauvetage en 1914.

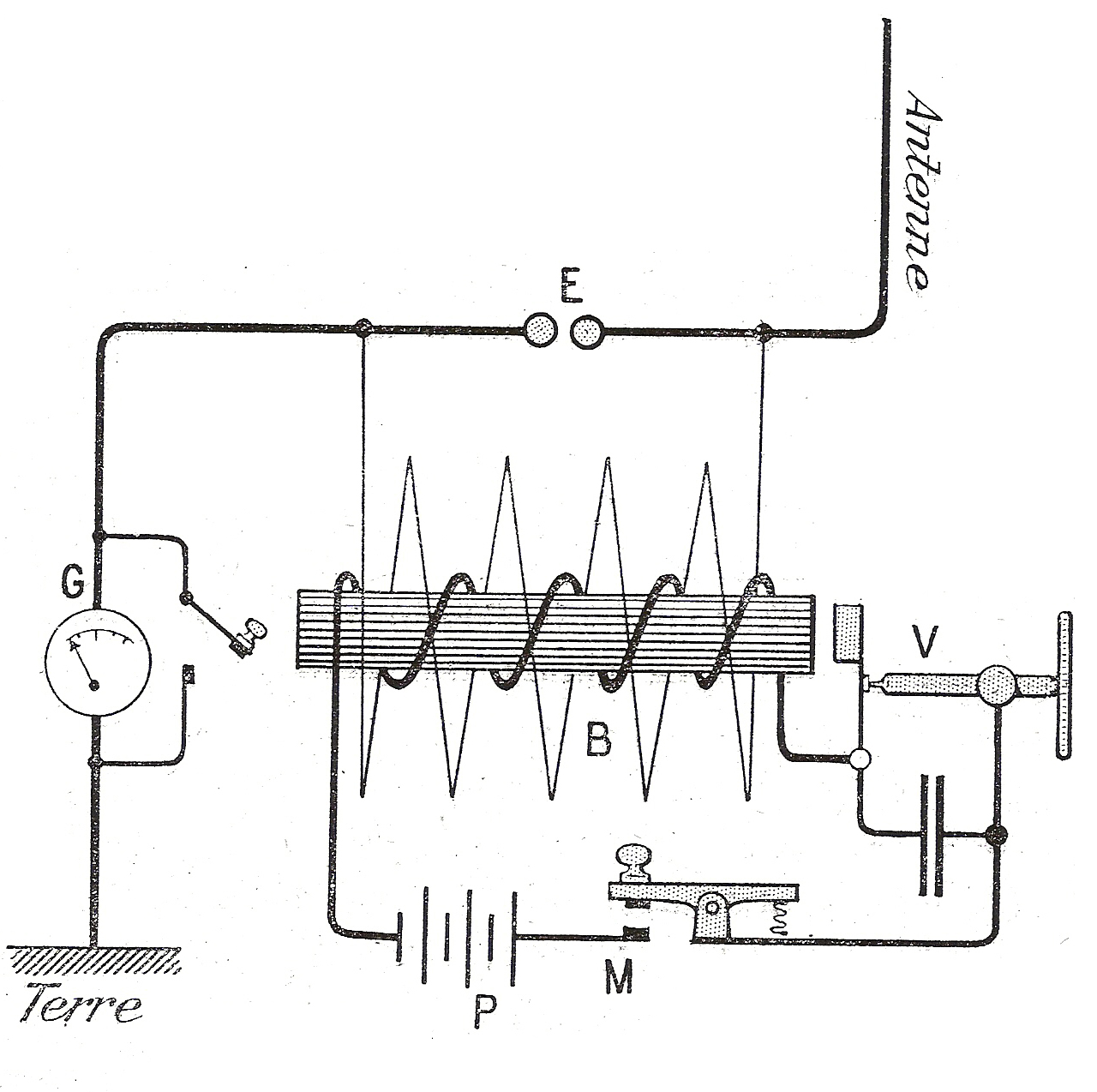
Émetteur à étincelles à bobine d'induction de Ruhmkorff.

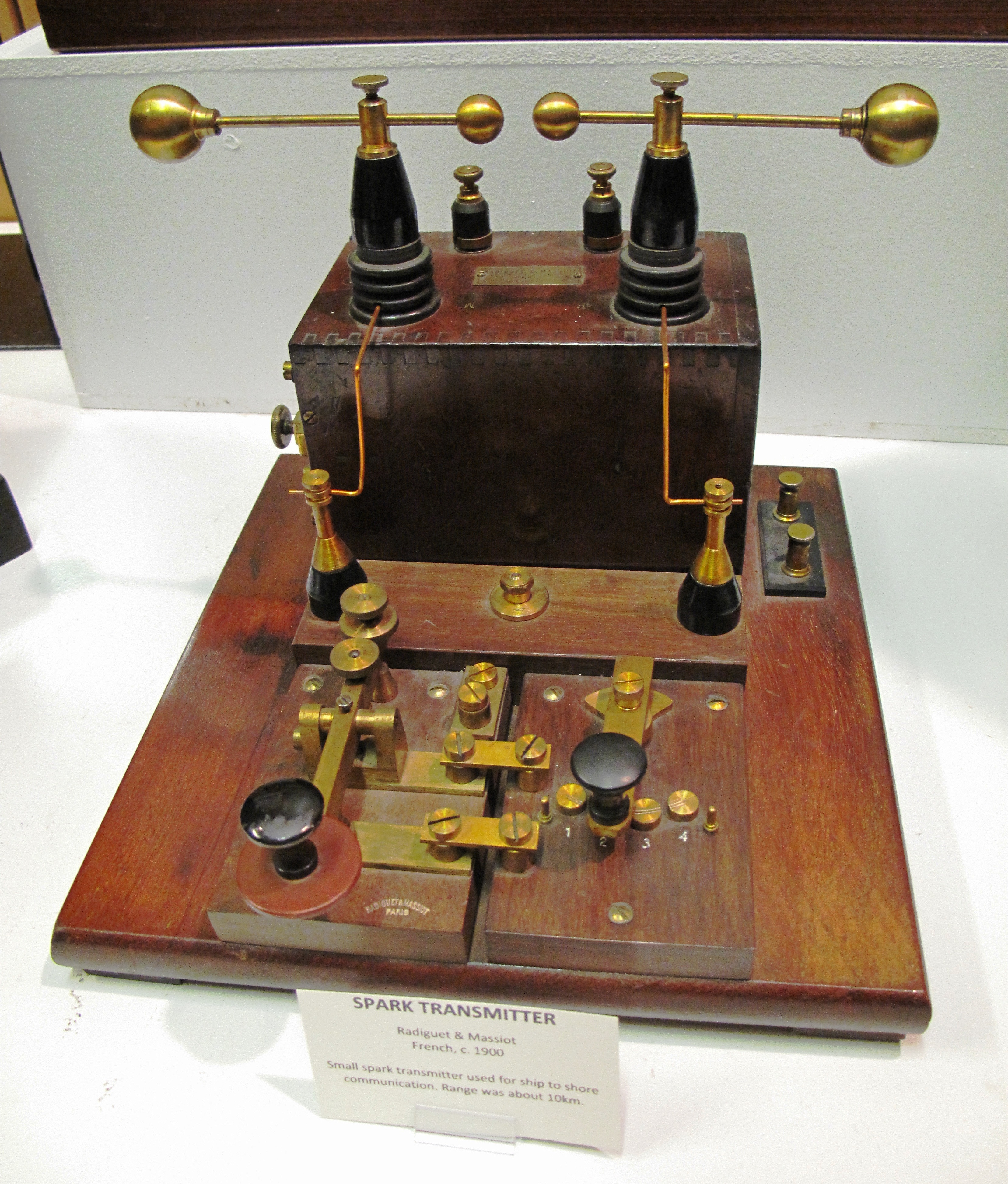
Émetteur à étincelles à bobine d'induction de Ruhmkorff.

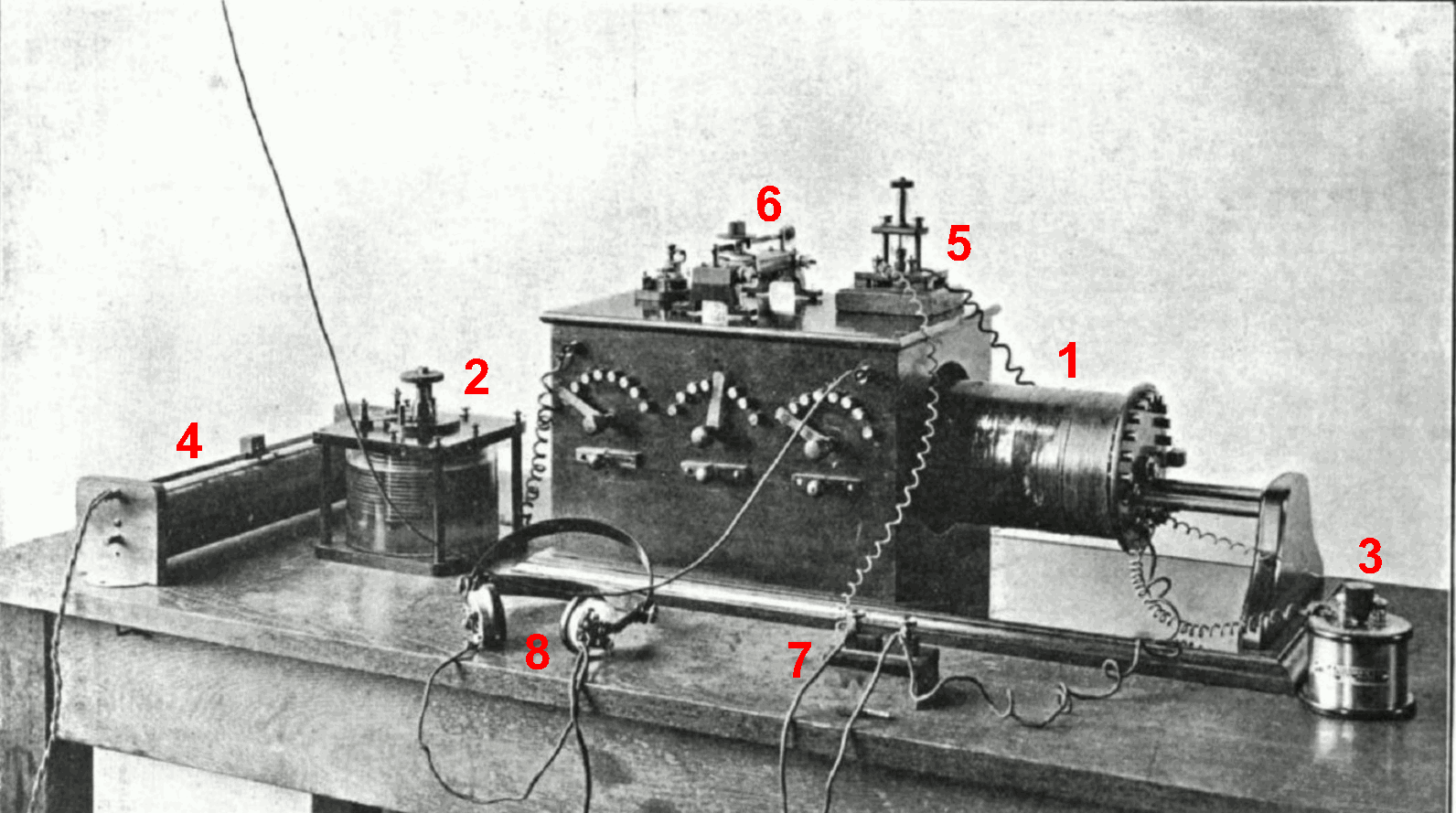
Récepteur à galène vers 1914.

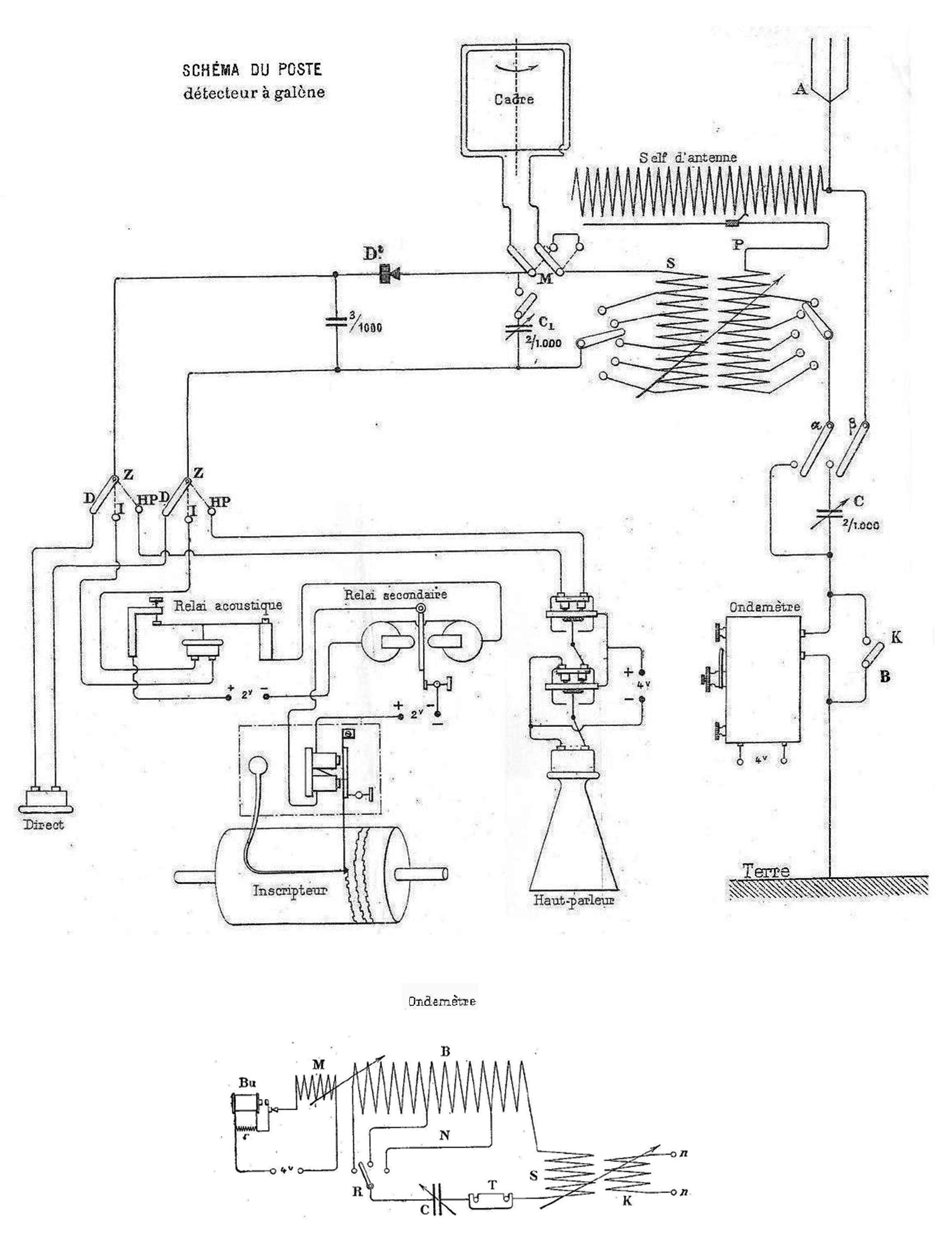
Récepteur à galène vers 1914.

- En 1898 : essais par Camille Tissot en radiotélégraphie Morse dans plusieurs lieux sur l'île d'Ouessant.
- En 1902 : essais par Camille Tissot depuis le phare du Stiff de l'île d'Ouessant de la station Ouessant TSF avec un récepteur radio à cohéreur d'une portée radiotélégraphiques de 80 kilomètres, avec une flotte de 14 navires en mer et avec Brest. (Puis essais de radiophare; système opérationnel en juin 1911).
- En 1903 : conférence télégraphique de Berlin de 1903 réunissant neuf pays[15]. la station Ouessant TSF créée par Camille Tissot effectue des liaisons radiotélégraphiques avec la Marine nationale de Brest.
- En 1904 la première station radio maritime Marconi phare de Pointe-à-la-Renommée[16] d’Amérique du Nord est ouverte.
- En 1904 : la station Ouessant TSF FFU (depuis le Stiff), effectue des liaisons[17] sur 500 kHz avec une flotte de 80 paquebots.
- En 1905 : Tous les navires de la Marine nationale sont équipés en télégraphie sans fil.
- En 1906 : conférence de Berlin de 1906 pour la radiotélégraphie Morse sur la fréquence 500 kHz des 600 mètres
- En 1906 : Convention de Genève pour le sort des blessés, des malades et des naufragés des forces armées sur mer.
- En 1908 : le 1er juillet, le signal SOS entre en vigueur.
- En 1910 : la station Ouessant TSF, FFU (depuis Lampaul), de nuit effectue des liaisons radiotélégraphiques avec l'Afrique du Nord.
- En 1911 : la station Boulogne TSF FFB ouvre et effectue des liaisons radiotélégraphiques sur 500 kHz.
- En 1912 : conférence internationale radiotélégraphique Londres, veille radiotélégraphique obligatoire sur 500 kHz, du code Q, partage des bandes radios[18].
- En 1913 : arrivée des amplificateur micro téléphonique dont Graham Bell posa le principe.
- En 1913 : la station FFU du Stiff ferme. La station FFU de Lampaul assure seule les transmissions.
- En 1914 : obligation d'une station radiotélégraphique présente dans tous les navires avec plus de 50 passagers et équipages sur des trajets internationaux[19],[20].
- En 1914 : 50 navires de pêche français sont pourvus en radiotélégraphie Morse avec un émetteur à ondes amorties et un poste à galène.
- En 1915: Dans les stations, l'amplificateur micro téléphonique est progressivement supplanté par l'amplificateur audio à lampes électroniques (en forme de grosses boules) pour le casque audio et le haut-parleur.
- En 1919 : la station Marseille TSF FFM ouvre et effectue des liaisons radiotélégraphiques sur 500 kHz.
- En 1920 : arrivée dans les stations d’émetteurs et de récepteurs à tube électronique fonctionnant sur 500 kHz.
- En 1921 : 200 navires de pêche Français sont pourvus en radiotélégraphie Morse.
- En 1922 : la station Ouessant TSF, FFU, traite tous les jours 200 radiotélégrammes.
- En 1923 : Règles concernant le contrôle de la radiotélégraphie en temps de guerre La Haye[21].
- En 1927 : équipement de récepteur auto-alarme sur la fréquence 500 kHz, à bord des navires qui ne font pas de veille permanente.
- Dès 1928 : dégagement des navires de pêche, pourvus en radiotéléphonie dans la bande 105 mètres, à 185 mètres soit de 1,62 MHz à 2,85 MHz[13]. Puis en 1932 création de la fréquence internationale de détresse en radiotéléphonie sur 1 650 kHz[22] déplacée en 1949 pour la fréquence 2 182 kHz[23].
- En 1935 : la station Ouessant TSF, FFU effectue des liaisons radiotélégraphiques sur 500 kHz chaque premier lundi du mois avec les phares dotés de la TSF afin de vérifier le bon fonctionnement, et ceux jusqu'à 1940.
- En 1944 : le 2 septembre, la station Ouessant TSF, FFU est totalement détruite par fait de guerre.
- En 1947 : Se déroule la conférence mondiale d'Atlantic City pour répartir les fréquences hertziennes entre les différents utilisateurs.
- En 1947 : Dégagement du trafic local (jusqu'à 40 km) en bande VHF sur le canal 16 en Modulation d'amplitude pour la radiotéléphonie pour l'appel, la sécurité, les radiocommunications entre les navires et entre les navires et les services des ports sauf pour la côte des États-Unis où les navires sont obligés d’utiliser la modulation de fréquence bande étroite - NFM[24]. (Les navires transocéaniques avaient deux modes: AM et FM sur l'unique fréquence VHF de 156,8 MHz). Puis la modulation de fréquence en bande étroite - NFM se généralise;
- Dès 1949 : L'usage des émissions de la classe B est interdit dans toutes les stations[25]. (Exceptionnellement, les stations de navire relevant de l’Australie peuvent continuer à utiliser leurs équipements à ondes amorties actuellement existants sur les fréquences 425 kc/s et 500 kc/s). 
Toutefois, la classe B reste admise pour les installations de secours des stations de navire et pour les équipements des embarcations, radeaux et engins de sauvetage[26].
- En 1952 : la station Le Conquet radio FFU (depuis La Pointe du Renard), effectue des liaisons radiotélégraphiques sur 500 kHz.
- En 1960 : l'unité le hertz (Hz) est introduit à place de la longueur d'onde couramment utilisée jusqu'en 1960.
- En 1975 : amorce de la baisse du trafic radiotélégraphique.
- En 1988 : toutes les écoles de radiotélégraphistes de la marine marchande sont fermées.
- En 1990 : la station Le Conquet radio FFU reçoit son centième appel de détresse SOS.
- En 1995 : Dans les navires équipés du SMDSM l’officier de quart à la passerelle effectue la veille automatique en appel sélectif numérique.
- En 1997 : en France, le métier d'Officier radiotélégraphiste de la marine marchande disparaît. France Télécom arrête la radiotélégraphie[27].
- En 1999 : en France arrêt de la veille radiotélégraphique sur 500 kHz et sur la fréquence 8 364 kHz[28].
- Depuis 1999 une flotte de navire en liaisons radiotélégraphiques n’a plus d’interconnexion possible avec les stations SMDSM 1999 utilisé[29].
- En 2002 : La bande 500 kHz du service radioamateur est utilisée aux États-Unis avec une limite de la bande de quelques kilohertz.
- En 2008 : CMR 2012; l'IARU demande l’attribution de la bande des 600 mètres 495–510 kHz au service d'amateur [30].
- En 2008 : essai du système NAVDAT [31](Navtex à grande vitesse)
- En 2010 : La bande 500 kHz du service radioamateur est déjà utilisée en Allemagne, Belgique, Canada, Danemark, États-Unis, Irlande, Islande, Norvège, Pays-Bas, République tchèque, Royaume-Uni et Suède. Les limites de la bande sont variables selon les pays.
- 2012 La Conférence mondiale des radiocommunications de 2012 à Genève approuve l'usage exclusif de la bande de fréquence 495 kHz à 505 kHz pour les services maritimes (et donc donne une attribution de la bande 472 à 479 kHz (635,6 mètres à 626,3 mètres) désignée aussi par sa longueur d'onde de 630 mètres au service radioamateur[32]). 
L'utilisation de la bande de fréquences 415 kHz à 526,5 kHz est exclusive aux services maritime et aéronautique en : Algérie, Arabie saoudite, Azerbaïdjan, Bahreïn, Biélorussie, Chine, Comores, Djibouti, Égypte, Émirats arabes unis, Russie, Irak, Jordanie, Kazakhstan, Koweït, Liban, Libye, Mauritanie, Oman, Ouzbékistan, Qatar, Syrie, Kirghizistan, Somalie, Soudan, Tunisie et Yémen. Le service radioamateur ne doit pas être utilisé dans ces pays mentionnés dans la bande de fréquences 415 kHz à 526,5 kHz, et ceci doit être pris en considération par les pays autorisant une telle utilisation. La fréquence 500 kHz est une fréquence internationale de détresse et d'appel en radiotélégraphie[33]. Dans la bande de garde comprise entre 495 kHz à 505 kHz, les émissions radio autres que 500 kHz sont interdites[34] et ceci doit être pris en considération par les pays autorisant l'utilisation du service radioamateur.
- Une demande est faite à l’UNESCO pour inscrire la fréquence de 500 kHz au patrimoine culturel immatériel de l’UNESCO

### Évolution
Depuis le 1er février 1999, dans le cadre du SMDSM, il n’y a plus de veille obligatoire sur les fréquences 500 kHz et 8 364 kHz.

### Navires

#### Constitution des premiers indicatifs

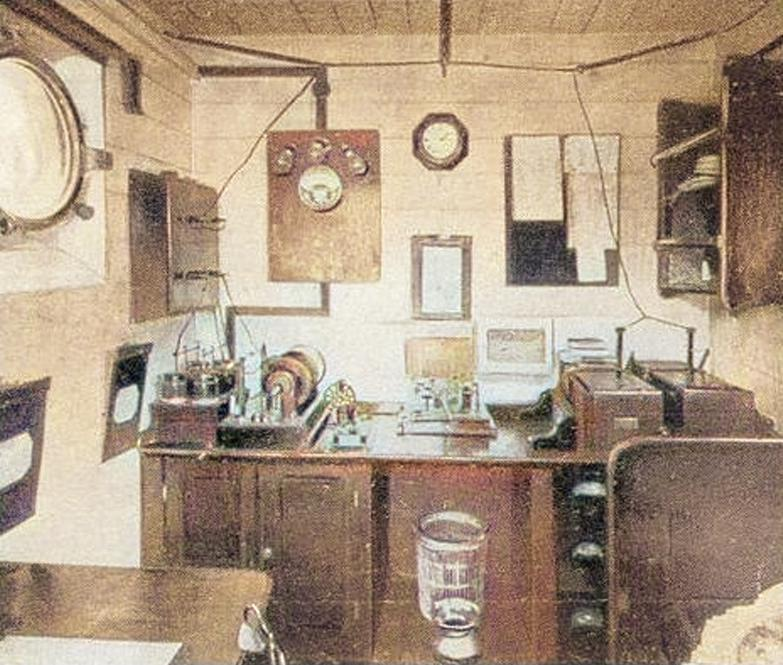
Station radiotélégraphique d'un paquebot en 1909

Indicatif (radio) pour les stations de bord :
- première lettre : F pour France ;
- deuxième lettre : initiale du nom de la compagnie à laquelle appartenait le bâtiment (M Messageries maritimes, C Chargeurs réunis, P Paquet, T Transatlantique, etc.) ;
- troisième lettre : initiale du nom du bâtiment.

Ainsi, l'indicatif FML était l'indicatif radio du bâtiment Lotus des Messageries Maritimes.
Pour les stations de bord militaires :
- premières lettres : FA ou FB ;
- suivies de deux lettres du nom du bâtiment.

#### Certificat de radiotélégraphiste
Depuis le 31 janvier 1997. Dans le cadre du SMDSM de 1999, la France interrompt définitivement l'emploi de la radiotélégraphie Morse dans les bandes marines depuis les navires français. La fonction d'Officier radiotélégraphiste de la marine marchande embarqué disparaît alors.

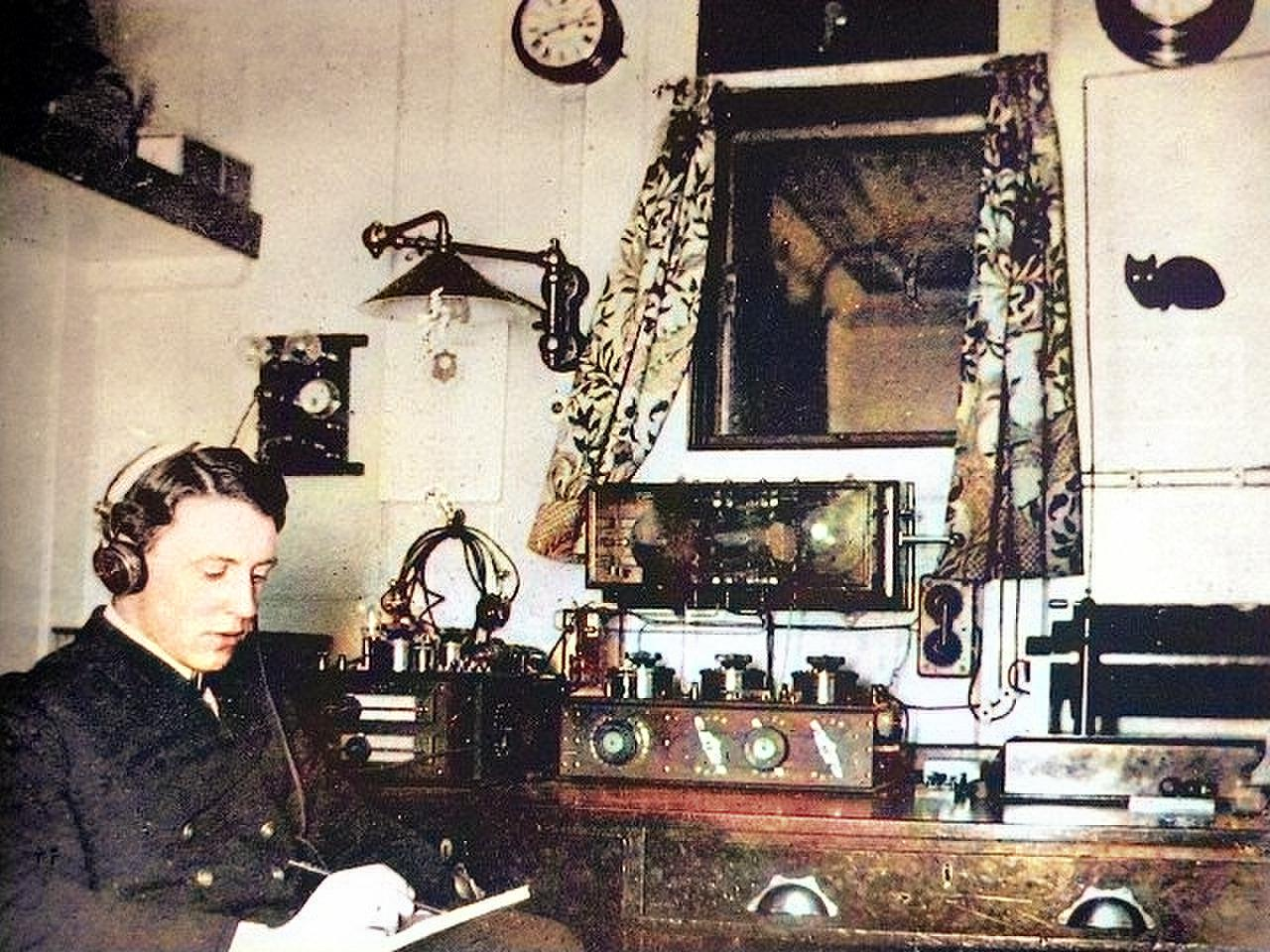
Station radiotélégraphique du paquebot RMS Olympic en 1913.

Pour manœuvrer une station radiotélégraphique de navire, il était nécessaire de posséder un des certificats suivants :
- Certificat général d’opérateur des radiocommunications ;
- Certificat d’opérateur radiotélégraphiste de première classe ;
- Certificat d’opérateur radiotélégraphiste de deuxième classe ;
- Certificat spécial d’opérateur radiotélégraphiste pour les bateaux de plaisance et les navires de pêche.

Pour configurer, programmer, modifier, réparer une station de bord de navire, il était nécessaire de posséder un des brevets suivants :
- brevet de radioélectronicien de première classe ;
- brevet de radioélectronicien de deuxième classe ;
- brevet de radioélectricien de première classe ;
- brevet de radioélectricien de deuxième classe.

### Aéronefs

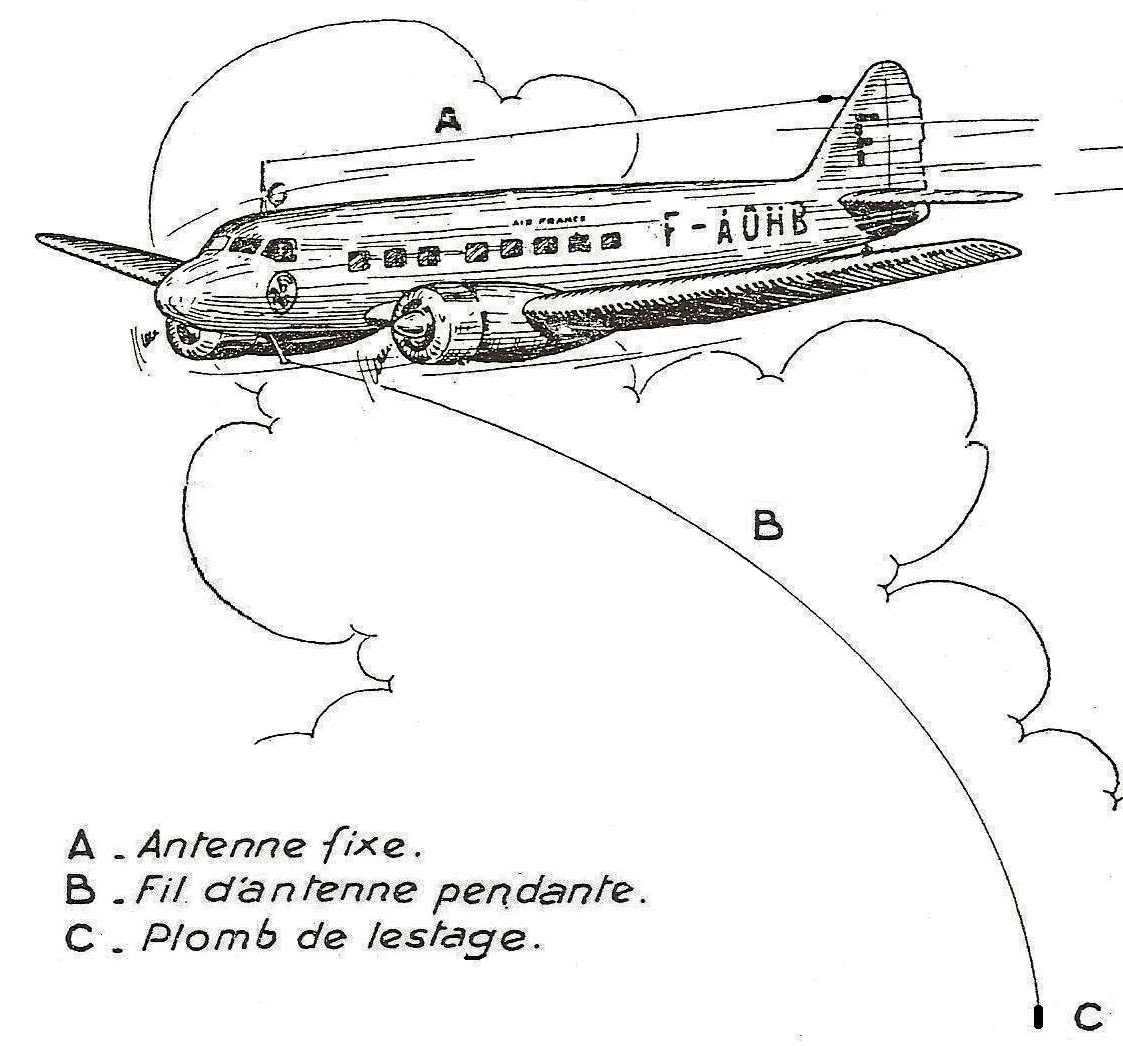
Antennes radioélectrique d'aéronef

- Il n’y a plus de radiotélégraphiste aéronautique présent dans les aéronefs.
- Pour manœuvrer un poste radiotélégraphique d’aéronef, il était nécessaire de posséder un brevet d’Opérateur radio-navigant.

### Radioamateurs
Depuis 2006, dans quelques pays (pas en France), une bande des 600 mètres du service radioamateur est créée entre les fréquences 501 kHz et 510 kHz. Pour manœuvrer une station du service radioamateur, il est nécessaire de posséder un Certificat d'opérateur du service amateur.

## Fréquences de500kHz
La fréquence 500 kHz est la fréquence internationale de détresse en télégraphie Morse. Elle doit être employée à cet effet par les stations de navire, d'aéronef et d'engin de sauvetage qui font usage de la télégraphie Morse sur des fréquences comprises entre 415 kHz et 535 kHz lorsque ces stations demandent l'assistance des services maritimes. Elle doit être employée pour l'appel et le trafic de détresse ainsi que pour le signal et les messages d'urgence, pour le signal de sécurité et, en dehors des régions à trafic intense, pour de brefs messages de sécurité. Lorsque cela est possible en pratique, les messages de sécurité doivent être émis sur la fréquence de travail, après une annonce préliminaire sur la fréquence 500 kHz. Pour la détresse et la sécurité, les classes d'émission à utiliser sur la fréquence 500 kHz sont les classes A2A, A2B, H2A ou H2B.
Il convient toutefois que les stations de navire et d'aéronef qui ne peuvent pas émettre sur la fréquence 500 kHz utilisent toute autre fréquence disponible sur laquelle elles pourraient attirer l'attention.

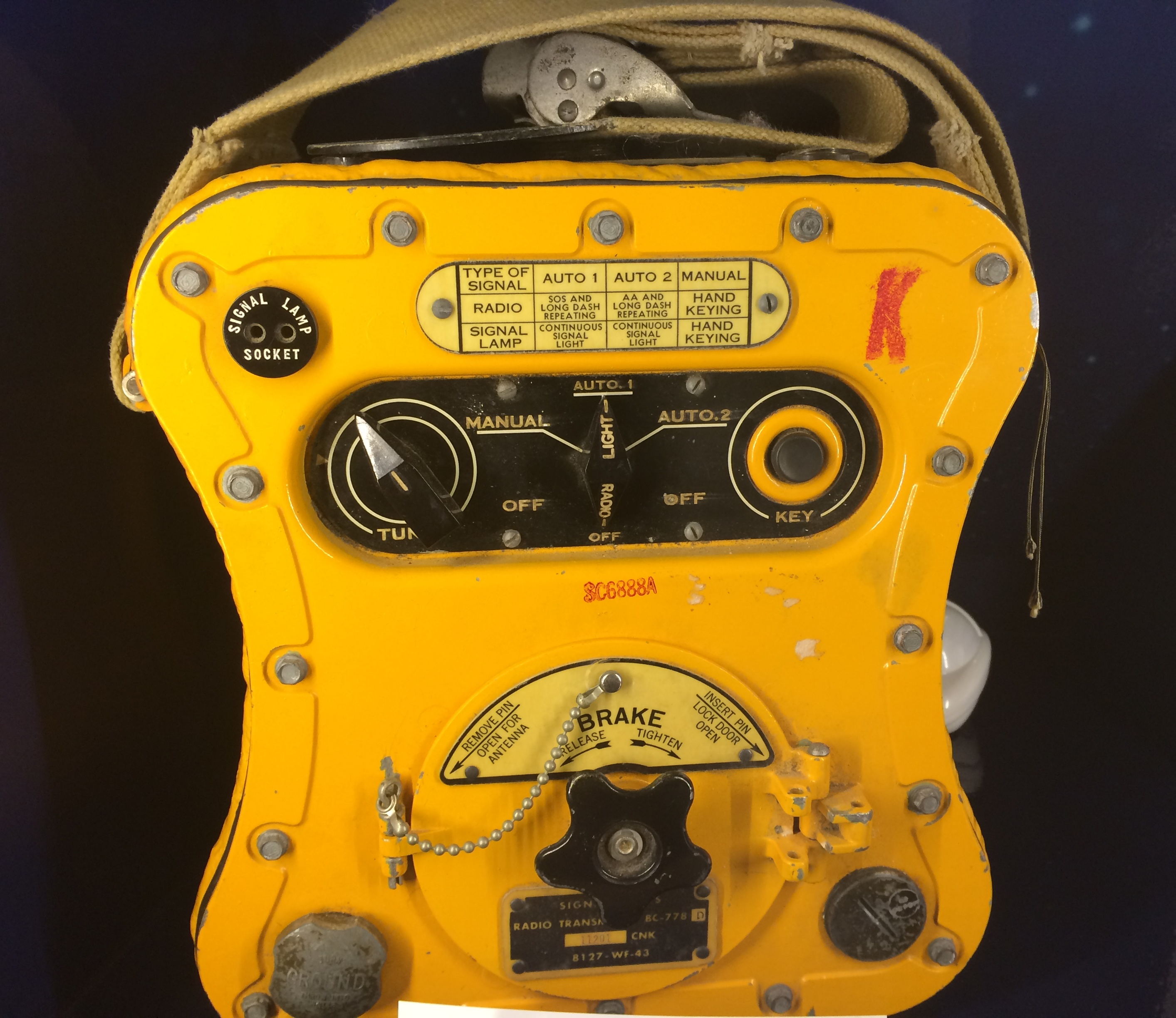
Emetteur récepteur de naufrage

## Signal de sécurité et vie humaine
Procédures radiotélégraphiques Morse.
Pour la sécurité et la vie humaine, la cadence de la manipulation télégraphique est comprise entre 12 et 16 mots par minute.
Les impositions du silence radio dans l’ordre de priorité :
- détresse en radiotélégraphie SOS (sauf sur un message de détresse déjà en cours)
- urgence, en radiotélégraphie (XXX, sauf sur un message de détresse et sauf sur un message d’urgence déjà en cours)
- sécurité en radiotélégraphie (TTT, sauf sur un message de détresse ou d’urgence et sauf sur un message de sécurité déjà en cours)
- routine (sauf sur un message en cours)

### Détresse

#### Le navire est en détresse
Le capitaine d'un navire peut faire usage des signaux d'alarme ou de détresse : douze traits de quatre secondes séparés par des intervalles d'une seconde et trois répétitions du groupe SOS en radiotélégraphie pour signaler que son navire avec le personnel sont sous la menace d'un danger grave et imminent.

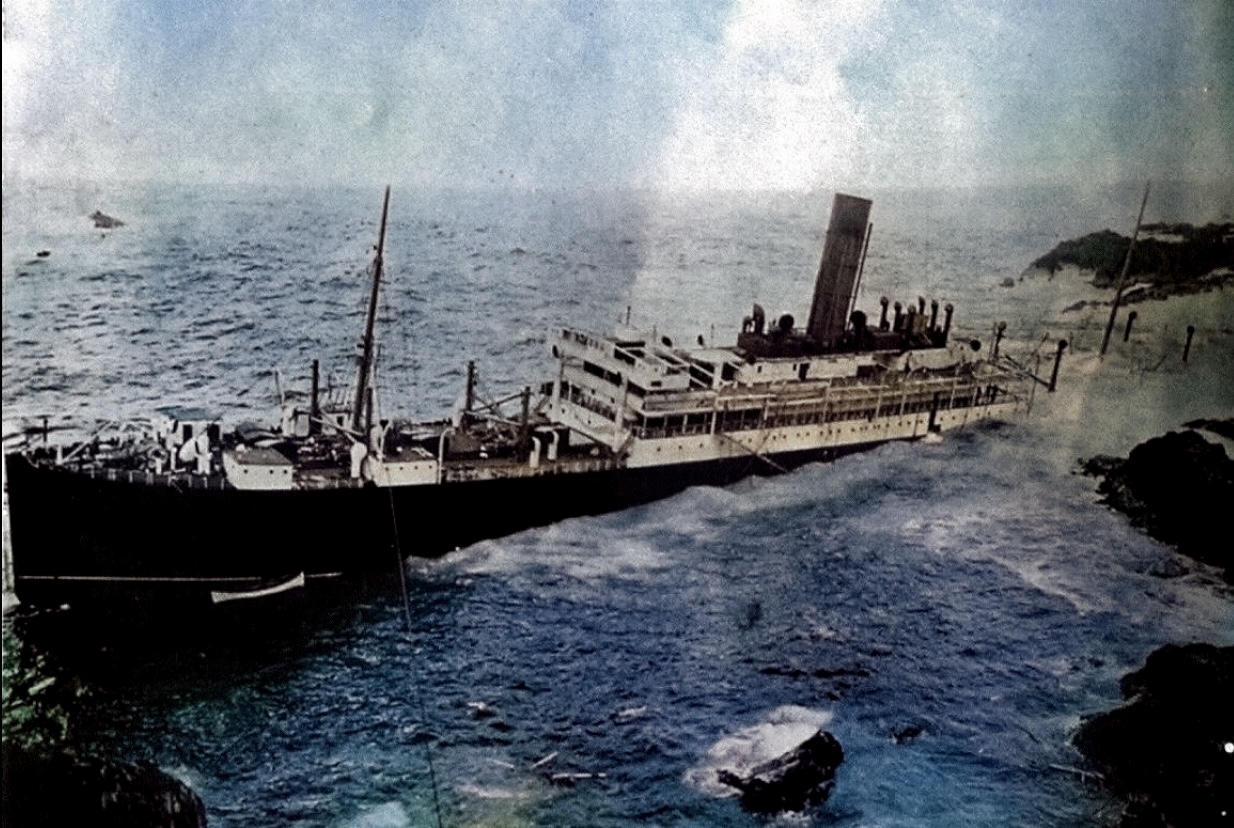
le paquebot Cunard SS Slavonia photographié le jour où il s’échoue le 10 juin 1909 ; c'est le premier navire signalé à avoir transmis l'appel de détresse sous la forme • • • — — — • • •.

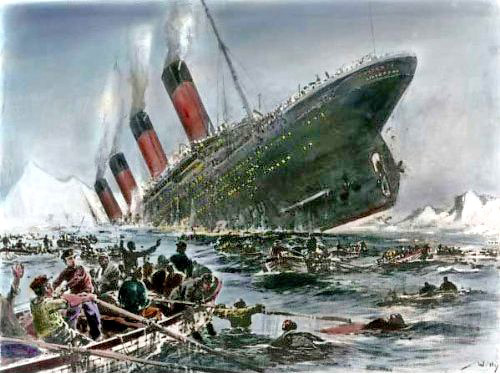
Navire et hommes en détresse. Dessin de Willy Stöwer.

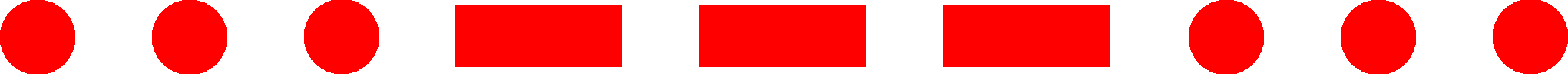
Le signal SOS en code Morse

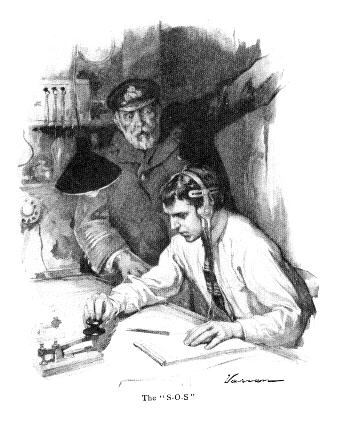
Le capitaine du navire fait transmettre un message de détresse.

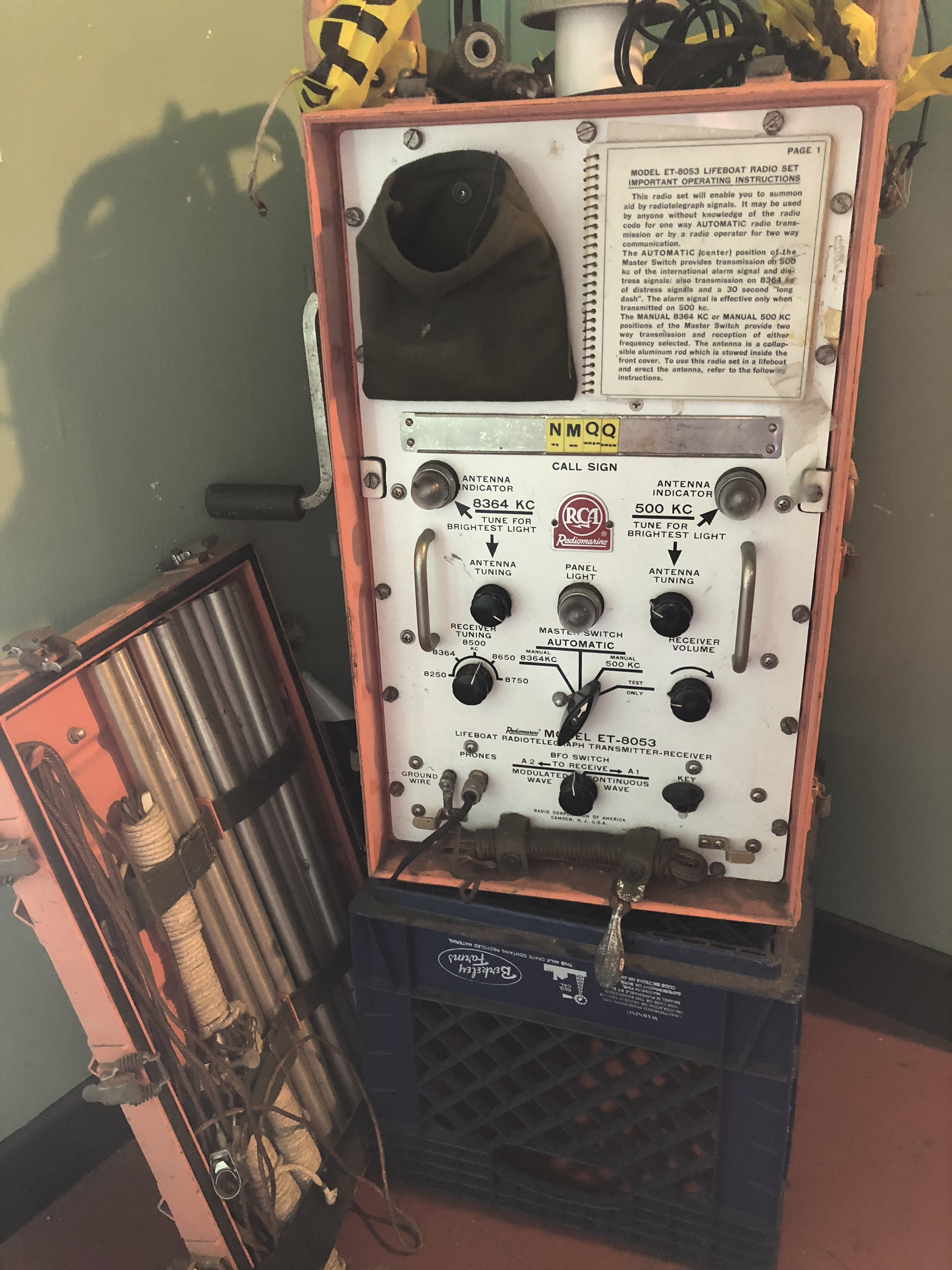
Emetteur-récepteur de détresse. Fréquences 500 kHz, 8364 kHz

Il est de la forme :
SOS, SOS, SOS de (nom du navire répété trois fois),
- SOS (nom du navire)
- Position (latitude et longitude ou position relative)
- Nature de la détresse
- Secours demandé
- Nombre de personnes à bord
- Intentions
- Tout renseignement supplémentaire qui pourrait être utile (caractéristiques du navire…)
- deux traits de 10 secondes environ (pour la radiogoniométrie)
- nom du navire
- ar (fin de transmission)
- k (invitation à transmettre)

Ce qui donne par exemple sur 500 kHz :
SOS SOS SOS de RMS Titanic RMS Titanic RMS Titanic
SOS de RMS Titanic
Position 41°46'N  50°14'O
Le navire est en train de couler
Demandons assistance immédiate
2201 personnes à bord
Abandonnons le navire
Paquebot noir de 269 mètres de long à 4 cheminées
(deux traits de 10 secondes)
Titanic
ar
k
Pendant une guerre
- Le signal de détresse SSS est utilisé seulement lorsque la cause de la détresse est un torpillage sous-marin exemple:

SSS SSS SSS de (nom du navire répété trois fois),
- SSS (nom du navire)
- Position (latitude et longitude ou position relative)
- Nombre de personnes à bord
- Intentions
- Tout renseignement supplémentaire qui pourrait être utile (caractéristiques du navire…)
- deux traits de 10 secondes environ (pour la radiogoniométrie)
- nom du navire
- ar (fin de transmission)
- k (invitation à transmettre)

#### Un autre navire est en détresse
Le capitaine d'un navire peut faire usage des signaux d'alarme ou de détresse : douze traits de quatre secondes séparés par des intervalles d'une seconde et du groupe DDD suivie de trois répétitions du groupe SOS suivie du groupe DDD en radiotélégraphie dans l'un des trois cas suivants : 
1. pour signaler qu'un autre navire ou un aéronef est en détresse si celui-ci n'est pas en mesure de le signaler lui-même ;
2. pour demander des secours supplémentaires lorsque, s'étant porté à l'aide d'un navire ou d'un aéronef en détresse, il juge ces secours nécessaires ;
3. pour répéter un appel de détresse dont aucun autre navire ou station côtière n'a accusé réception immédiatement, lorsqu'il est dans l'impossibilité de se porter lui-même au secours du navire ou de l'aéronef en détresse.

Le message prend alors cette forme :
DDD SOS SOS SOS DDD, de (Navire relais), (Navire relais), (Navire relais)
SOS (Navire en détresse)
Renseignements contenus dans le message de détresse.
Ce qui donne par exemple sur 500 kHz :
DDD SOS SOS SOS DDD de RMS Carpathia RMS Carpathia RMS Carpathia
SOS RMS Titanic
Position 41°46'N, 50°14'O
Le navire est en train de couler.
Demandons assistance immédiate.
2201 personnes à bord.
Abandonnons le navire
Paquebot noir de 269 m de long à 4 cheminées.
ar
k

#### Message de détresse, mesure à prendre par le capitaine
Le capitaine d'un navire en mer qui reçoit, de quelque source que ce soit (y compris d'une radiobalise pour la localisation des sinistres en mer), un message indiquant qu'un navire ou un aéronef ou leurs embarcations et radeaux de sauvetage se trouvent en détresse est tenu de se porter à vitesse maximale au secours des personnes en détresse et de les en informer, si possible. En cas d'impossibilité ou si, dans les circonstances spéciales où il se trouve, il n'estime ni raisonnable ni nécessaire de se porter à leur secours, il doit inscrire au journal de bord la raison pour laquelle il ne se porte pas au secours des personnes en détresse.
Ce qui donne par exemple sur 500 kHz :
SOS RMS Titanic RMS Titanic RMS Titanic ici RMS Carpathia RMS Carpathia RMS Carpathia
RRR SOS
RMS Carpathia part à toute vapeur sera dans 4 heures à la position 41°46'N  50°14'O
ar
k

#### Annulation
Quand le capitaine d'un navire qui a émis le signal d'alarme ou de détresse estime ultérieurement que l'assistance n'est plus nécessaire, ou qu'il n'y a plus lieu de donner suite au message, il doit immédiatement le faire savoir à toutes les stations intéressées.

### Urgence

#### Message urgent
Dans tous les autres cas où le capitaine d'un navire doit faire transmettre un message urgent concernant la sécurité d'un navire, d'un aéronef ou   d'une personne quelconque se trouvant à bord ou en vue du bord, il doit faire usage du signal d'urgence : trois répétitions du groupe XXX en radiotélégraphie.
Il résulte la forme :
trois fois XXX, de/du (nom du navire répété trois fois également)
Dégagement de la fréquence de détresse.
trois XXX, de nom du navire (3 fois aussi)
- Position (latitude et longitude ou position relative)
- Nature de l’urgence
- Secours demandé
- Nombre de personnes à bord
- Intentions
- Tout renseignement supplémentaire qui pourrait être utile (caractéristiques du navire…)
- ar (fin de transmission)
- k (invitation à transmettre)

Ce qui donne par exemple sur 500 kHz :
trois XXX de Titanic Titanic Titanic
Demandons remorqueurs qrw 480 ar
Suivi sur 480 kHz de :
trois XXX de Titanic, Titanic, Titanic
Position 41°46'N 50°14'O
Chaufferies inondées suite à voie d’eau réparée
Demandons remorqueurs
2201 personnes à bord
Paquebot noir de 269 m de long à 4 cheminées
ar
k

#### Annulation
Quand le capitaine d'un navire qui a émis un signal d'urgence estime ultérieurement que l'assistance n'est plus nécessaire, ou qu'il n'y a plus lieu de donner suite au message, il doit immédiatement le faire savoir à toutes les stations intéressées.

#### Transports sanitaires

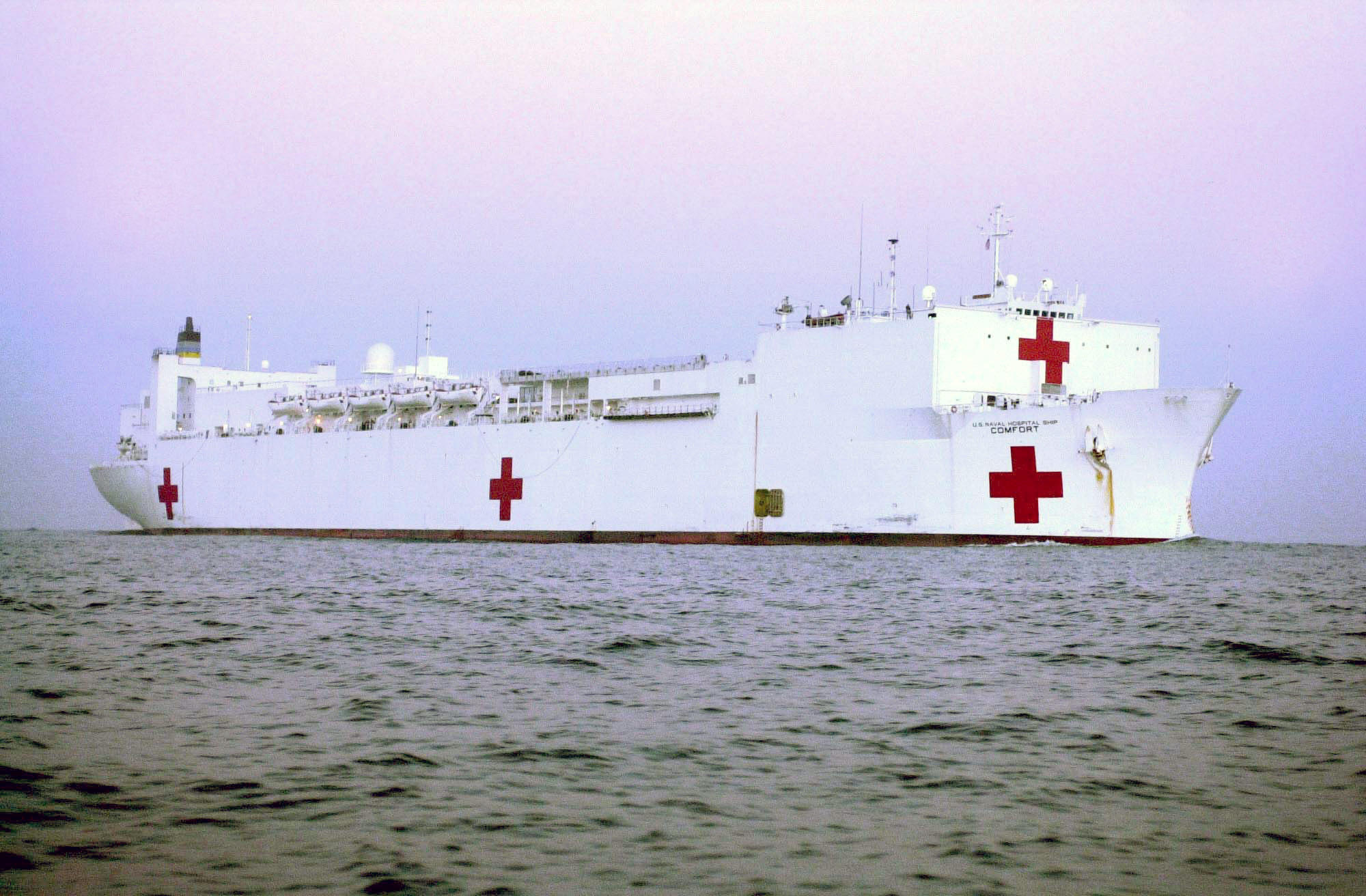
Navire-hôpital

Dans une zone de combats, aux fins d'annonce et d'identification de transports sanitaires placés sous la direction d'une partie à un conflit ou d'États neutres, ou d’un navire portant secours aux blessés, aux malades et aux naufragés, le capitaine du navire doit faire transmettre par le radiotélégraphiste les signaux d'urgence : d'un seul groupe XXX suivi par l'adjonction du seul groupe YYY en radiotélégraphie.

#### Historique en zone de combats

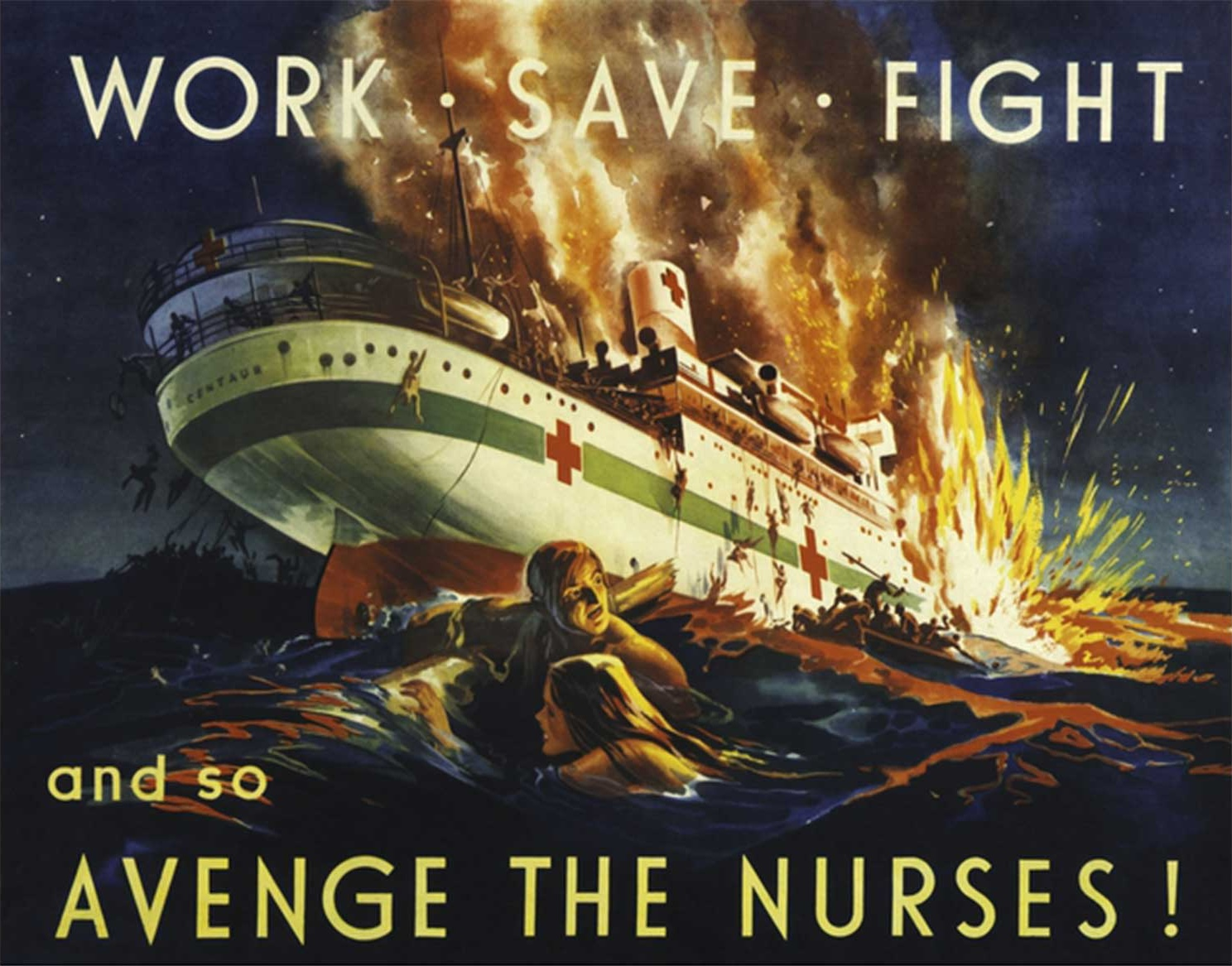
Navire-hôpital coulé par faits de guerre

La nécessité d'utiliser les radiocommunications pour annoncer et identifier les transports sanitaires est apparue pendant la Seconde Guerre mondiale. En mer, plus de 45 navires-hôpitaux et quatre navires affrétés par le CICR furent coulés ou endommagés par faits de guerre: l'absence de moyens d'identification efficaces fut la cause de la plupart des attaques en surface ou sous-marines. En 1943, un navire-hôpital attaqué par des avions s'efforça de se faire identifier par radio. La station côtière de Malte retransmit le message du navire sous forme d'appel à tous (CQ), mais les avions assaillants ne purent capter cette émission.
Dans  une zone de combats, aux fins d'annonce et d'identification d'un navire placé sous la direction d'un État neutre à un conflit, le capitaine du navire doit faire transmettre par le radiotélégraphiste les signaux d'urgence : d'un seul groupe XXX suivi par l'adjonction du seul groupe NNN en radiotélégraphie.
Dès 1944, les navires neutres naviguant en Méditerranée signalaient leur position en émettant toutes les quatre heures un message sur la fréquence internationale de détresse et d'appel en radiotélégraphie Morse de 500 kHz. Dans l'Atlantique, ils émettaient ce message une fois par jour. Ces messages de position sur 500 kHz étaient prescrits par les belligérants.

### Sécurité

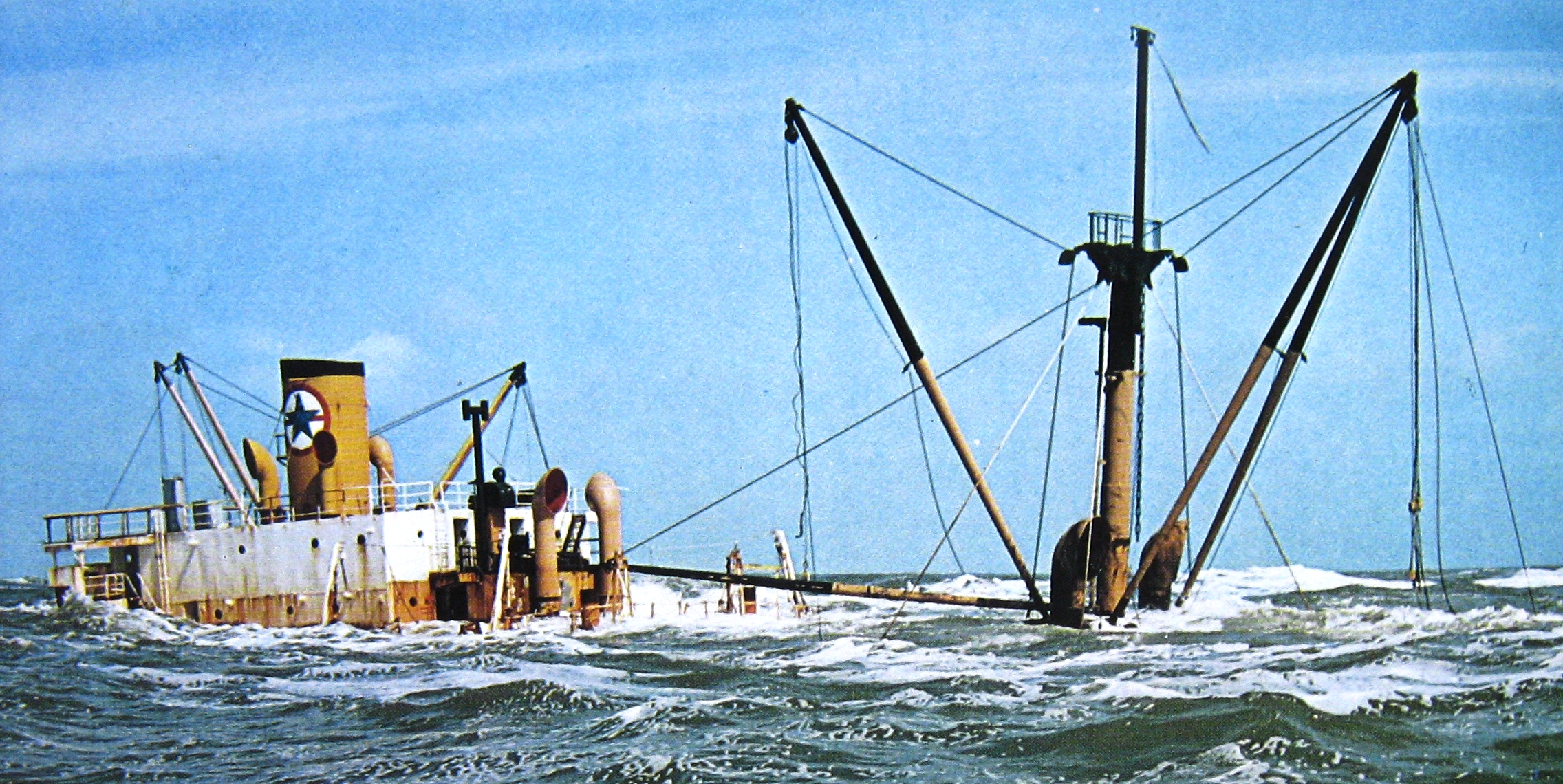
Sécurité épave dangereuse pour la navigation

Dans tous les cas où le capitaine d'un navire doit faire transmettre un message concernant la sécurité de la navigation ou donnant des avertissements météorologiques importants, il doit faire usage du signal de sécurité : trois répétitions du groupe TTT en radiotélégraphie.
Exemple sur 500 kHz :
- TTT TTT TTT de FFU FFU FFU
- AVURNAV qrw 443,5 ar (puis dégagement sur 443,5 kHz)
- TTT TTT TTT de FFU FFU FFU
- TTT AVURNAV Brest NR 030 M 016 France
- Le 31 janvier 1997 à 2400z. France Telecom cessera n'importe quel trafic sur la fréquence 500 kHz.
- ar
- QSY 500

### Appel de routine
L'appel de routine permet aux bateaux d'entrer en relation pour les télégrammes avec la terre, d'échanger, entre bateaux, des messages relatifs à la navigation, la météo, d'obtenir des données nautiques concernant les opérations portuaires.

#### L'appel général
L'appel général à toutes les stations.
cq cq cq de ffu ffu ffu
k
Autre exemple :
cq cq cq de ffu ffu ffu
tfc list qrw 443.5 =
cq cq cq de ffu ffu ffu =
tfc list cnfv cnfv uanw uanw uuzb uuzb 	+ du ffu nw lsn 480 K
de ffu nw 500

#### L'appel d’une station
ffb ffb ffb de ffu ffu ffu
qrw 443.5 =
k

## Période de silence radio duTemps universel coordonné

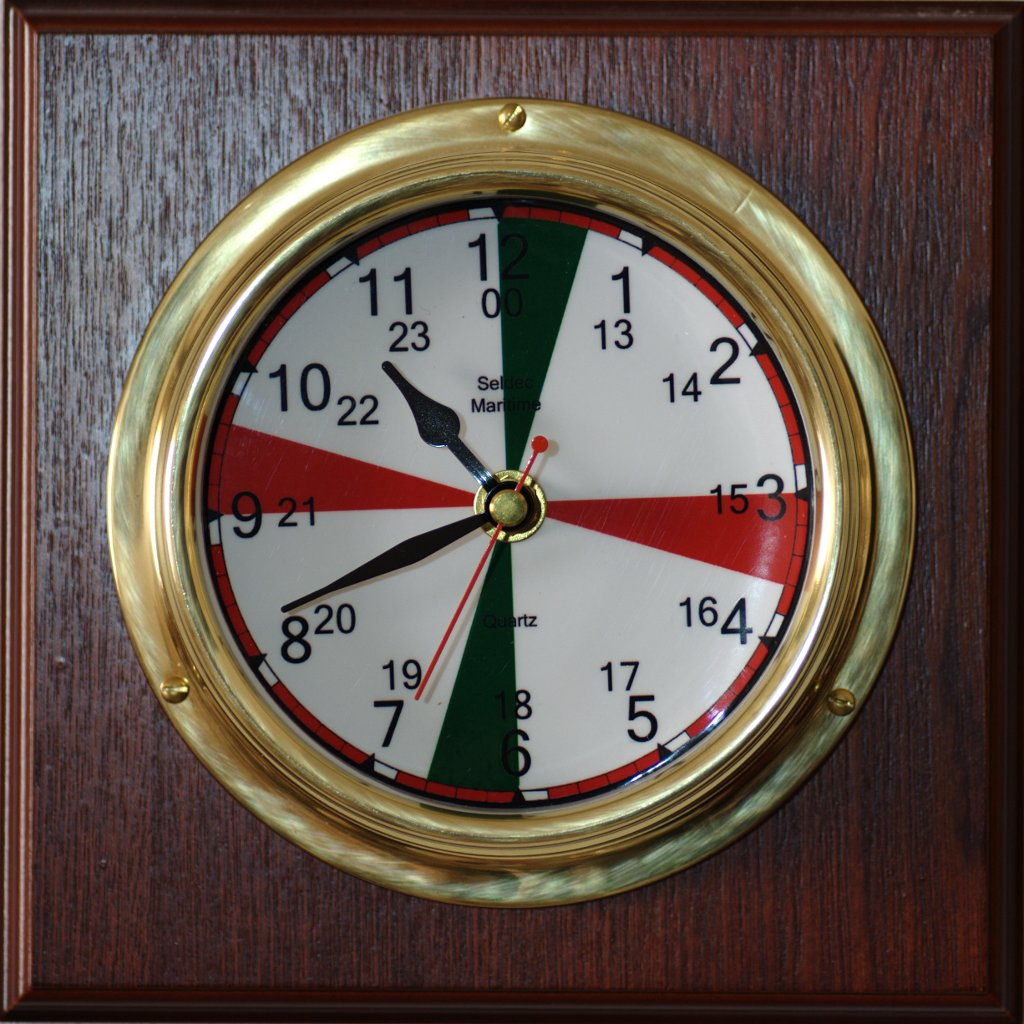
Pour la fréquence 500 kHz. En rouge les périodes de silence radio de 3 minutes en Temps universel coordonné. (En vert pour la fréquence 2 182 kHz)

- Dans les stations radios internationales, une montre marque l'heure du Temps universel coordonné comme référence.
- Les secteurs de couleur rouge déterminent des périodes de silence radiotélégraphique du Temps universel coordonné.
- Dans les secteurs de couleur rouge, les stations radiotélégraphiques effectuent un silence radio obligatoire de h + 15 à h + 18 et de h + 45 à h + 48 sur la fréquence 500 kHz.
- Dans le monde, depuis 1999, les émissions doivent cesser dans la bande comprise entre 495 kHz à 505 kHz durant la période de silence radio[34].
- Dans quelques pays appliquant toujours l'ancienne recommandation, les émissions doivent cesser dans une bande comprise entre 490 kHz à 510 kHz durant la période de silence radio.
- L’appel de routine, de sécurité et d’urgence est autorisé aux heures de h + 18 à h + 44 et de h + 48 à h + 14 avec un dégagement sur une fréquence de travail.
- Cette disposition ne s'applique pas aux stations en détresse.

## Le journal du service radioélectrique
Le journal du service radioélectrique doit être tenu à bord des navires. Ce livre de bord contient :
- le nom du radiotélégraphiste assurant la veille ;
- les heures de début et de fin de cette veille ;
- les interruptions de cette veille ;
- les communications de détresse, urgence, sécurité ;
- les communications avec les stations côtières ;
- les opérations d’entretien des batteries ;
- les essais de matériel.

## Canaux utilisés par les navires
Pour tous les navires, dans la bande hectométrique, la puissance maximale des émetteurs radiotélégraphiques homologués marine est comprise entre 150 W et 1 000 W.
| Canaux  | Utilisations |
| ------- | --- |
| 410 kHz | Fréquence normale de radiogoniométrie en Radiotélégraphie Morse (positions des navires et des aéronefs) |
| 425 kHz | Radiotélégraphie Morse de navires à navires en régions 2 et 3 (sauf Europe et Afrique) |
| 454 kHz | Radiotélégraphie Morse de navires à navires |
| 458 kHz | Radiotélégraphie Morse de navires à navires en région 1 (Europe et Afrique) |
| 468 kHz | Radiotélégraphie Morse de navires à navires |
| 480 kHz | Radiotélégraphie Morse de navires à navires |
| 500 kHz | Fréquence internationale de détresse en radiotélégraphie Morse. L'appel de routine, de sécurité et d'urgence est autorisé entre l'heure H + 18 et H + 45 et entre H + 48 et H + 15. |
| 512 kHz | Radiotélégraphie Morse de navires à navires. Les stations de navires peuvent utiliser cette fréquence comme fréquence d’appel supplémentaire lorsque la fréquence 500 kHz est employée pour la détresse. Dans les zones à fort trafic, la fréquence est utilisée pour l'appel de routine. |

## Radiogoniométrie

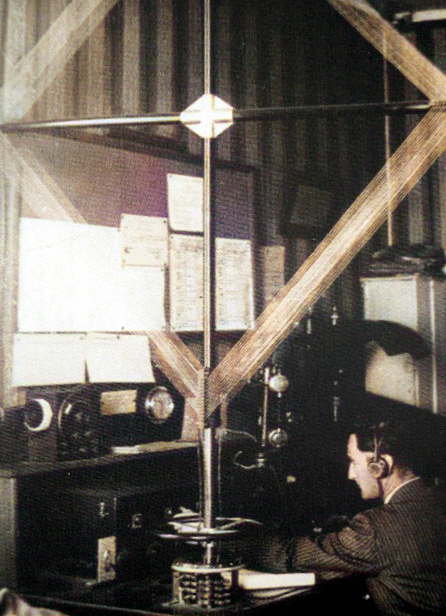
Station radiogoniométrie.

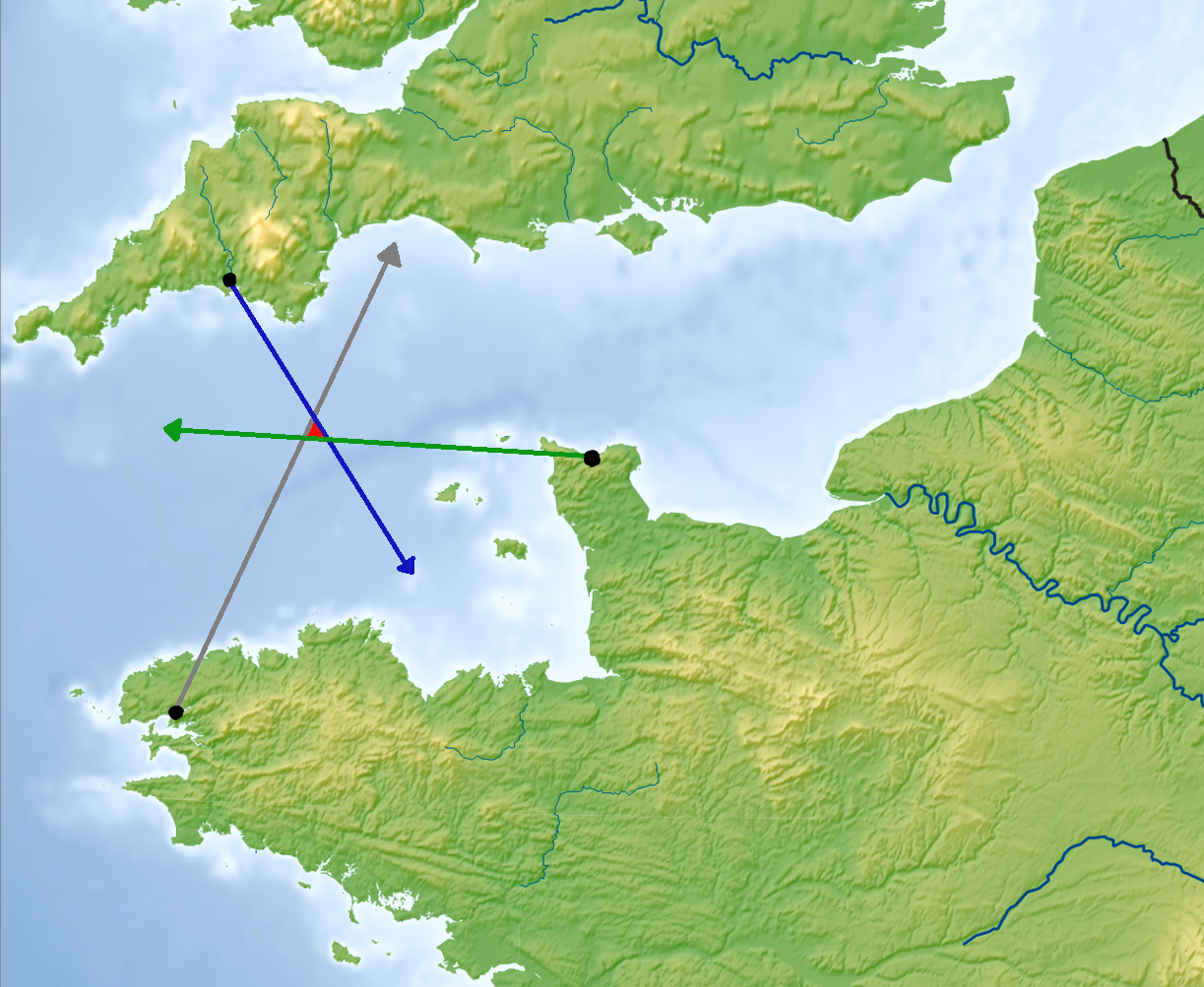
Radiogoniométrie.

Les stations de radiogoniométrie remontent au début du XXe siècle à une époque où les navires et les aéronefs demandaient à trois stations au sol les triangulations par radiogoniométrie pour leurs positions, et cela avant les radiophares.
Historiquement les goniomètres de stations côtières ont été utilisés comme équipement d'aide à la navigation, tant pour les aéronefs que pour les navires. Les stations de radiogoniométrie travaillaient en radiotélégraphie Morse sur la fréquence normale 410 kHz (ou sur l'ancienne fréquence de radiogoniométrie: 666 kHz à présent canal de radiodiffusion depuis 1927), et donnaient leurs positions aux navires et aéronefs qui le demandaient.
- Les stations de radiogoniométrie pouvaient travailler sur la fréquence internationale d'appel et de sécurité des aéronefs[46]
- Les stations de radiogoniométrie pouvaient travailler sur la fréquence: 500 kHz  pour déterminer l'emplacement d'une station radio en détresse. Durant l'émission radio de deux traits de 10 secondes à la fin du message d'appel de détresse;

## Propagation en ondes moyennes
La propagation sur 500 kHz se produit par deux mécanismes entièrement distincts et différents: 
- L'onde de sol.
- L'onde d’espace.

### Onde de sol

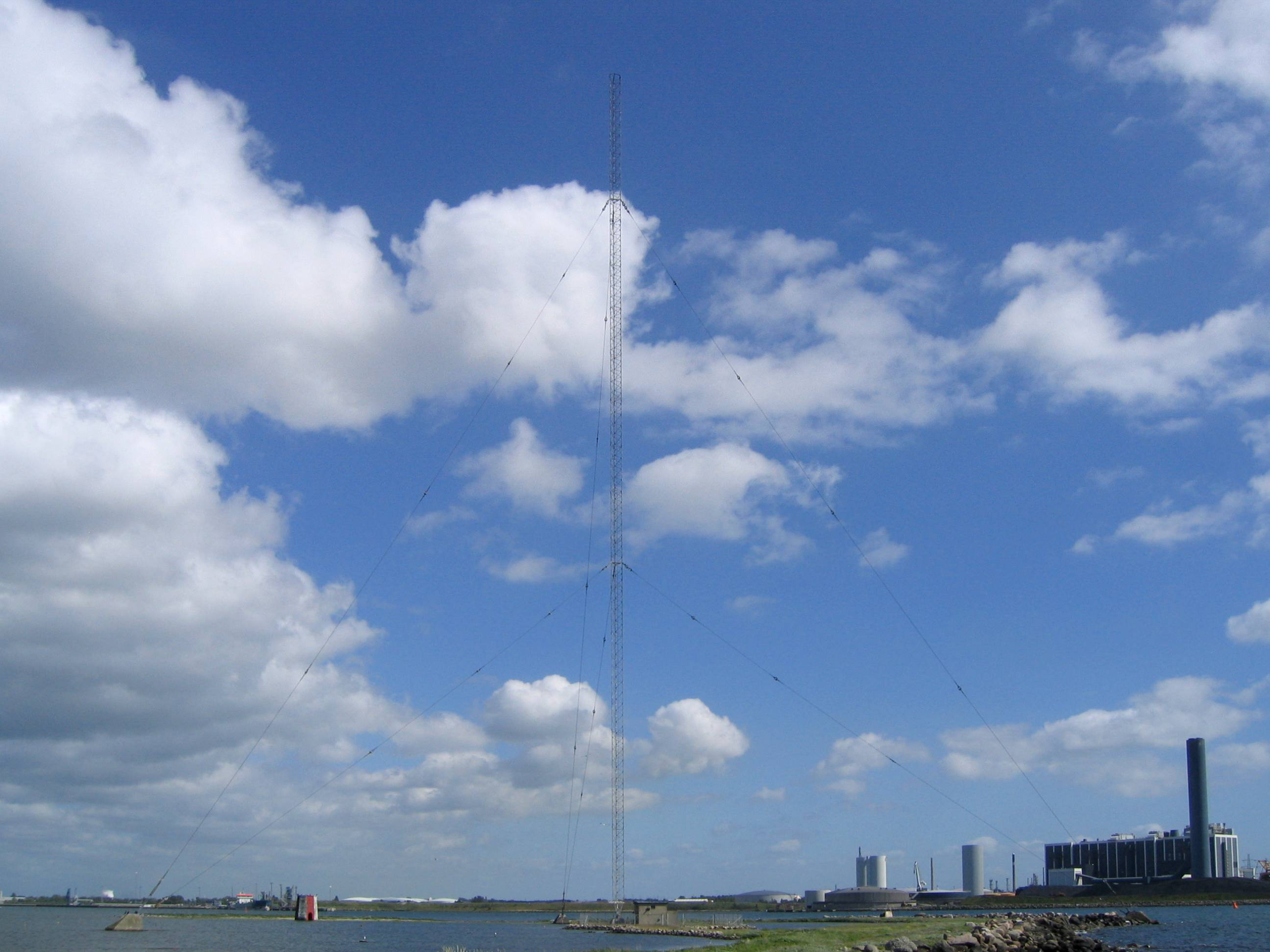
Antenne Marconi de 147 mètres

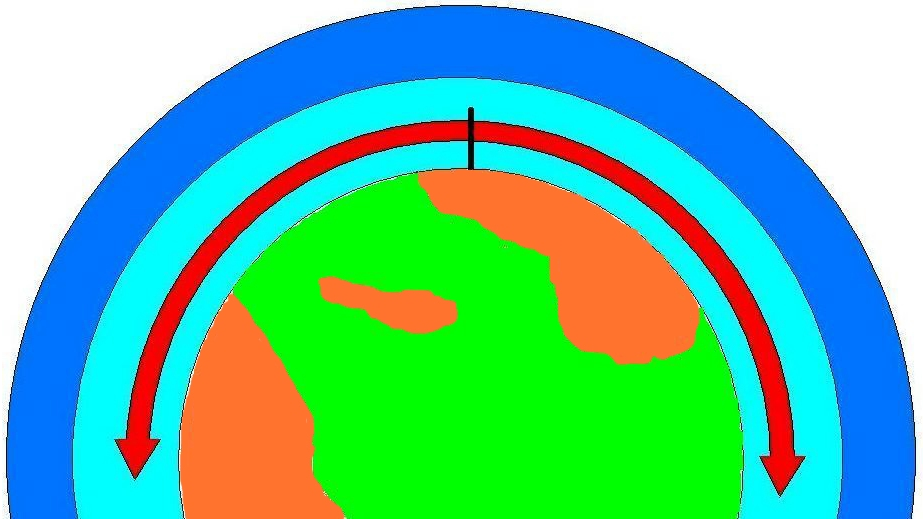
La propagation par l'onde de sol sur la surface de la Terre.

Les ondes de sol voyagent à la surface de la Terre (entre le sol et la couche ionisée D de l’atmosphère). L'onde de fréquence 500 kHz se propage régulièrement le jour et avec un léger renforcement la nuit.
L'atténuation de l’énergie de l’onde de sol est en fonction du carré de la distance, sans tenir compte de la courbure de la terre sur une base kilomètres/watts exponentielle par l'Établissement de l'équation de propagation à partir des équations de Maxwell. La réception diurne par onde de sol des stations marines distantes de 2 000 km est possible sur une mer particulièrement salée (et donc plus conductrice). Dans les mêmes conditions, un signal par onde de sol se propageant sur un terrain rocheux pourrait couvrir à peine 500 km. Exemple: Un émetteur de 1 kW sur 600 mètres, donne à 100 km un champ de 20 µV/m sur terrain mauvais conducteur et 800 µV/m sur terrain bon conducteur.

#### Portée de l'onde de sol en fonction de la puissance
Tableau des portées de l'onde de sol en fonction de la puissance rayonnée sur la longueur d'onde de 600 mètres :
| Puissance rayonnée | Portée sur mer | Portée sur terrain |
| ------------------ | -------------- | ------------------ |
| 0,1 W              | 60 km          | 30 km              |
| 1 W                | 100 km         | 50 km              |
| 10 W               | 200 km         | 100 km             |
| 100 W              | 500 km         | 300 km             |
| 1 000 W            | 1 000 km       | 500 km             |

- Essai et mesures avec un émetteur à étincelles et des récepteurs à détecteur magnétique et à détecteur électrolytique et au fameux poste galène[49].
- La réception à une portée de 60 km dans le désert
- La réception à une portée de 250 km sur un sol normal (ni sec ni marécageux)
- La réception à une portée de 1 000 km sur une mer

### Onde d’espace

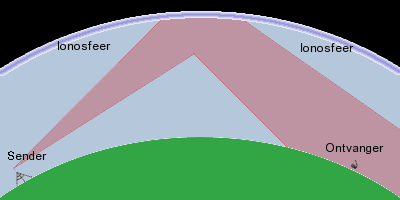
La propagation par onde réfléchie entre ciel et terre.

- Dans la journée, l’onde d’espace est totalement absorbée par l’ionosphère.
- De nuit, on rencontre en partant de l’émetteur une zone de réception par onde de sol, une zone de silence, une zone de réception indirecte, une zone de silence, une zone de réception indirecte, une zone de silence et ainsi de suite. L’énergie radiofréquence est réfléchie par les couches de l'ionosphère. Ces réflexions successives entre la mer (ou le sol) et les couches de l'ionosphère permette de liaisons radiotélégraphique intercontinentales nocturnes pour l’opérateur radio d’une station correctement équipé et informé. Beaucoup de radiotélégraphistes, dans de nombreuses parties du monde, ont capté des stations de nombreux pays dans les années passées; en dépit de l’accroissement du brouillage des stations (GO et PO !), et des parasites industriels.

### Onde de sol et onde d’espace
- Dans la journée, l’onde d’espace du signal est totalement absorbée par la partie basse de l’ionosphère et une réception stable des stations s’établissent par onde de sol.
- Quand l’absorption de l’onde d’espace commence à disparaître aux environs du crépuscule, un taux significatif de l’onde d’espace commence à revenir sur la mer (ou le sol), loin de l’émetteur. Aux endroits où l'onde de sol et d’espace sont présentes c'est la zone de fading. L’interférence de ces deux signaux produit une distorsion et un fading sévère à la réception: instables en amplitude et en phase. Qui peut être régulier, irrégulier, lent, rapide, sélectif ou déformant.
- Ainsi des stations reçues avec un signal clair et puissant le jour, développent un fading prononcé et caractéristique à partir du crépuscule.

## France Télécom ferme les émissions en radiotélégraphie Morse
Jusqu'en 1997, France Télécom était la principale entreprise française travaillant en radiotélégraphie par le code Morse.

### Les stations de France Télécom étaient
- Boulogne radio FFB (1911 ; 1997)
- Le Conquet radio FFU (1952 ; 1997) et la station Ushant TSF / Ouessant TSF FFU (1904 ; 1944). (station Française Fixe de Ushant)
- Arcachon radio FFC (les dernières années radiopiloté par Le Conquet radio)
- Marseille radio FFM (1919 ; 1997). (les dernières années radiopiloté par Boulogne)

### Nuit du31 janvier 1997au1erfévrier 1997,
- Les dernières émissions en télégraphie sur 500 kHz depuis les stations du Conquet radio FFU et de Boulogne radio FFB.

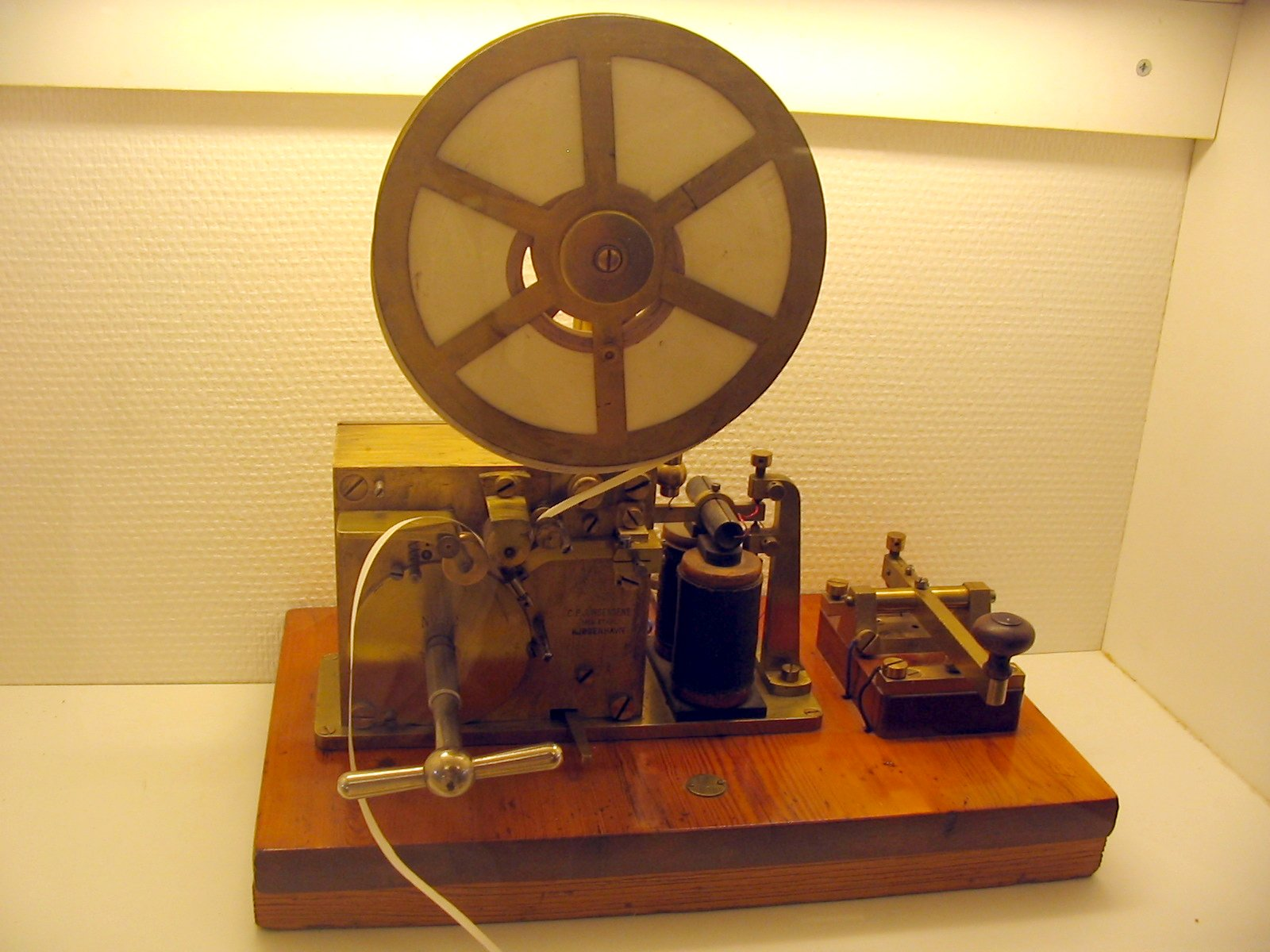
Appareil de télégraphie Morse utilisé au début

- 23 h 46 Temps universel coordonné

cq cq cq de ffu ffu ffu
f/cl down broadcast =
this is our final cry on 500 khz before eternal silence stop
nearly all the century round ffu has provided w/t svc at the tip of brittany stop
thank you all for good kii good cooperation over decades and best wishes to those remaining on air stop
good bye from all at brest le conquet radio stop
silent key for ever stop
adieu 31 01 1997 / 2348 gmt	b de ffu + + va.…
- 23 h 58 Temps universel coordonné

ost de ffu bsr vx merci 73
eao de ffu bs gracias 73
oxz de ffu gn 73 tu
gld de ffu ge om thanks and all the best 73 tu
ffu de ffb qsl 73 va
ffb de ffu mci 73 tu
ffu de gpk bon chance mes amis kenavo 73 de gpk
- 0 h 03 Temps universel coordonné

cq cq cq de ffb lst february 1997 00h00 gmt =
this is the last radio telegraphic message transmitted by ffb in a few minutes our 500 kilocycles transmitter will be switched off
thank you all for good cooperation over decades and best wishes to those remaining on air
de ffb operators good luck in the future es best 73 de ffb nw + +
ffb de ffc merci mike pour tout adieu 1 ami 73
- 0 h 12 Temps universel coordonné

ffb de ffu bsr vx et pour la derniere 73 i 73 + . .
ok ff de ffb merci vx kenav ii kenavo = 73 . nw sp

### Nuit du 31 janvier 1997 au 1 février 1997,

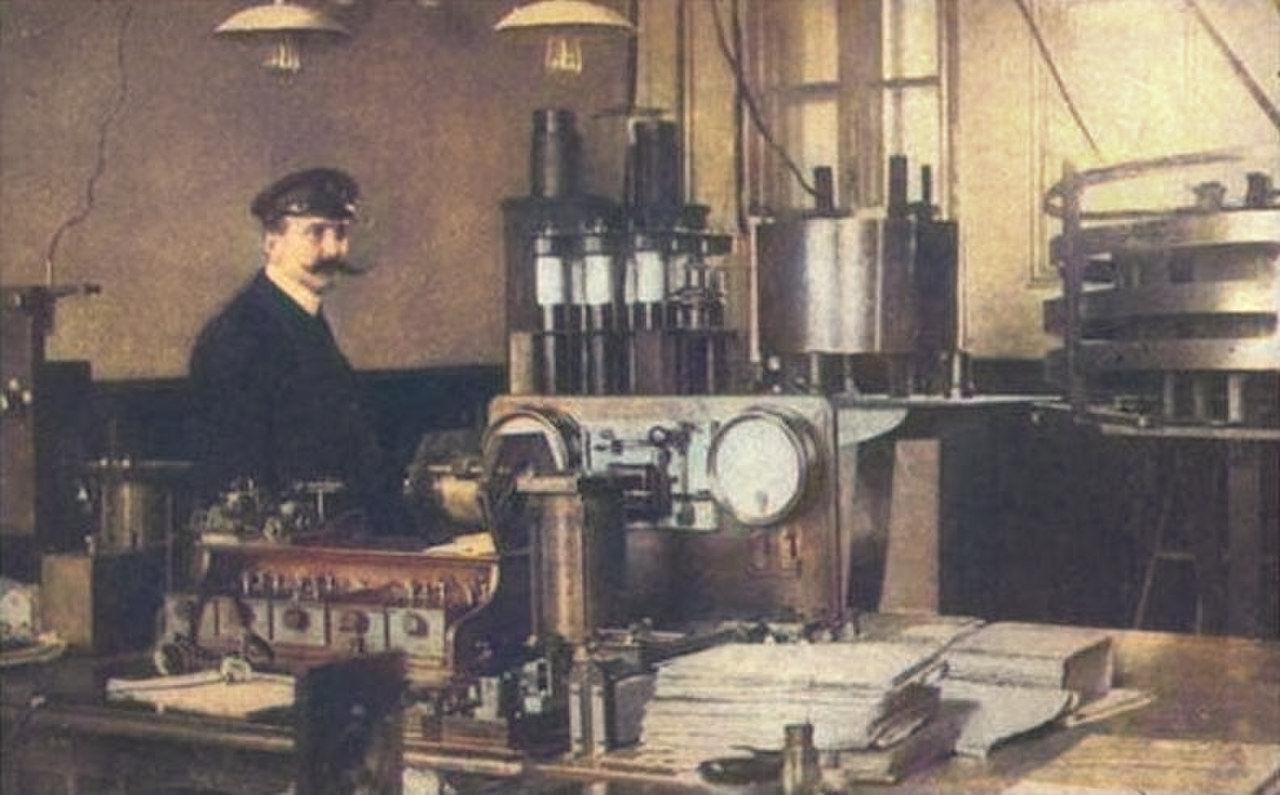
Station radiotélégraphique de Ouessant TSF en 1922

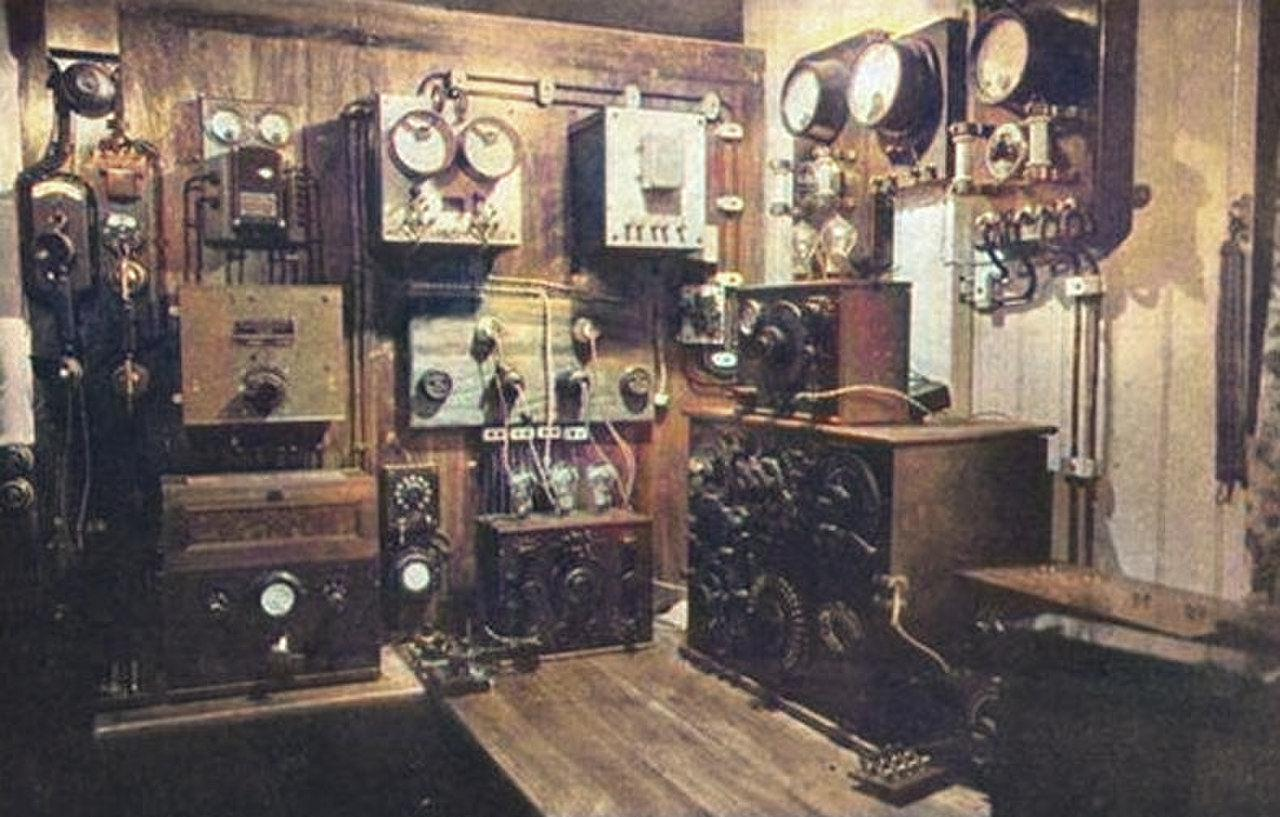
Station radiotélégraphique d'un paquebot en 1922

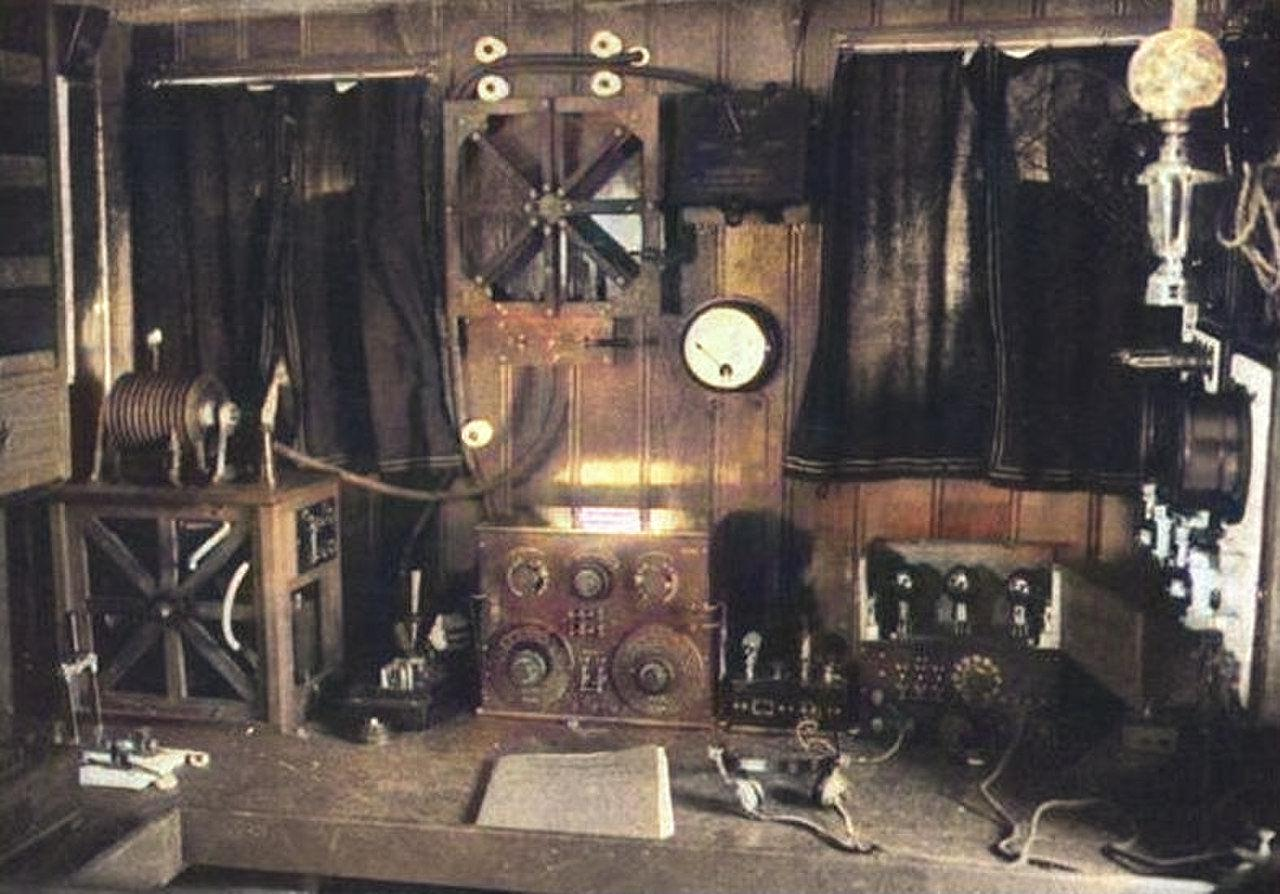
Station radiotélégraphique d'un chalutier en 1922

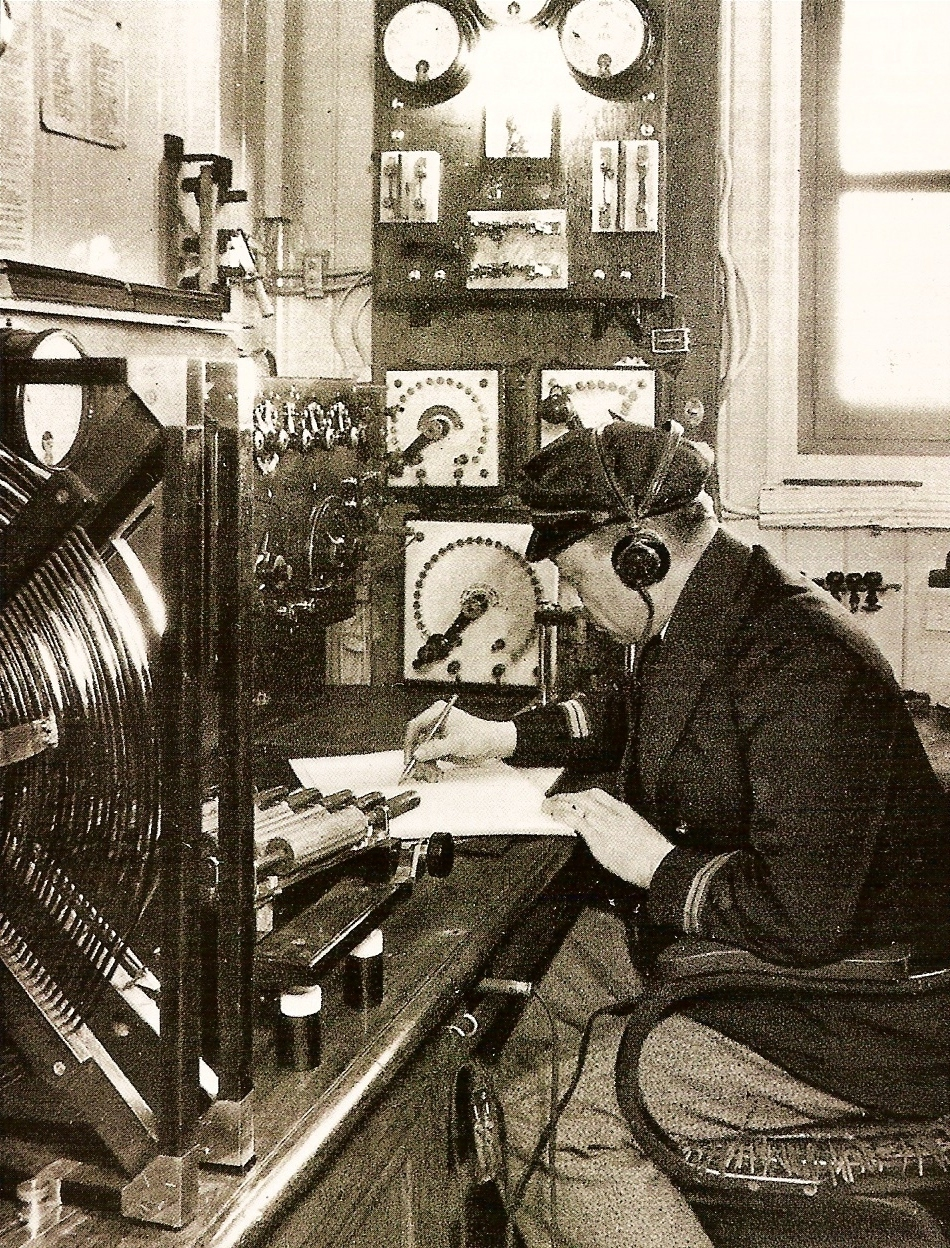
Station radiotélégraphique d'un paquebot, en 1919

## Postes radiotélégraphiques en 1922
Stations côtières françaises travaillant sur la longueur d'onde de 600 mètres (500 kHz) et sur la longueur d'onde de 300 mètres (1 000 kHz) au 1er mars 1922 :
- Ajaccio Aspretto FUI.
- Barre de l’Adour FUW.
- Bonifacio TSF FFC.
- Bordeaux TSF FFX.
- Boulogne TSF FFB.
- Havre TSF FFH.
- Marseille TSF FFM.
- Mengam FUE.
- Nice TSF FFN.
- Ushant TSF FFU.
- Rochefort-sur-Mer FUR.
- Saintes Maries TSF FFS.
- Toulon Croix des Signaux FUX.
- Toulon Mourillon FUT.

Stations côtières françaises dans des territoires ou colonies de France :
- Alger TSF FFA.
- Oran Aïn el-Turck FUK.
- Cabo Finisterre FAF (Espagne).
- Conakry FCO (Guinée).
- Dakar FDA (Sénégal).
- Port-Étienne FUT (Mauritanie).
- Rufisque FRU (Sénégal).
- Tabou FTA (Côte d’Ivoire).
- Cap Bon FFT (Tunisie).
- Loango FGO.
- Mutsamudu FLU.
- Diego Suarez FDG.
- Dzaoudzi FDO.
- Majunga FJA.

Stations côtières du Maroc travaillant avec la France :
- Casablanca CNP.
- Mogador CNY. Essaouira
- Tanger CNW.

Autres :
- Anvers OSA.
- Ostende OST.

## Marine marchande
- De nombreux cargos, sont encore équipés du minimum jusqu’en 1970 (un simple Émetteur à ondes amorties de secours type bobine Tesla d'une puissance de plusieurs dizaines de watts) pour la portée obligatoire de 250 km sur les fréquences 425 kHz et 500 kHz[51],[26].
- L'émetteur « type d'ondes amorties » désigné par la lettre B (avant 1982) sont des ondes composées de séries successives d'oscillations dont l'amplitude, après avoir atteint un maximum, diminue graduellement, les trains d'ondes étant manipulés suivant un code télégraphique. Procédé abandonné à présent.
- Depuis 1970. Pour tous les navires, dans la bande hectométrique, la puissance des plus faibles émetteurs radiotélégraphiques homologués marine est de 150 W[52].
- Sur les photos en 1922, une différence dans l’évolution du matériel radio entre les différents navires est évidente.

## L'appel en zone de convergence intertropicale

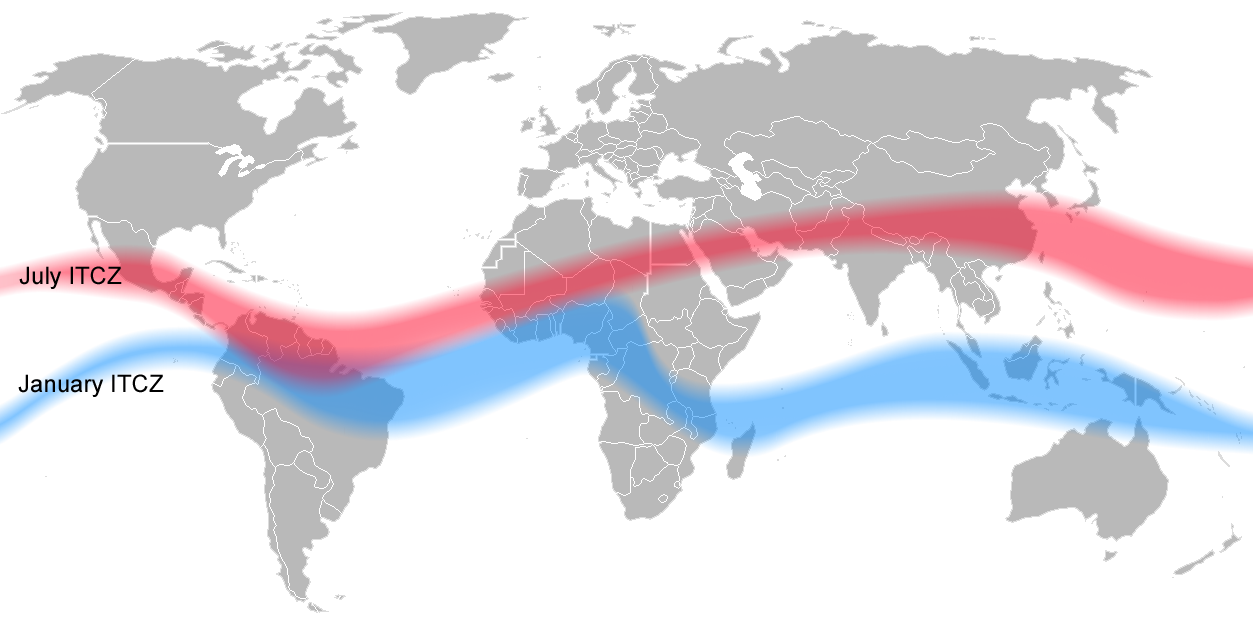
Position de la Zone de convergence intertropicale en janvier (en bleu) et en juillet (en rouge)

Entre les deux tropiques les bandes en dessous de 2 000 kHz soit 150 mètres sont inutilisables en réception à cause des bruits radioélectriques de la Zone de convergence intertropicale, la portée radio de la fréquence de 500 kHz est considérablement plus faible dans cette zone. 
En plus de la fréquence de 500 kHz, les pays dans cette zone de convergence intertropicale utilisent la fréquence de 2 091 kHz comme fréquence de détresse et d'appel en radiotélégraphie Morse.

## L'appel en bande décamétrique

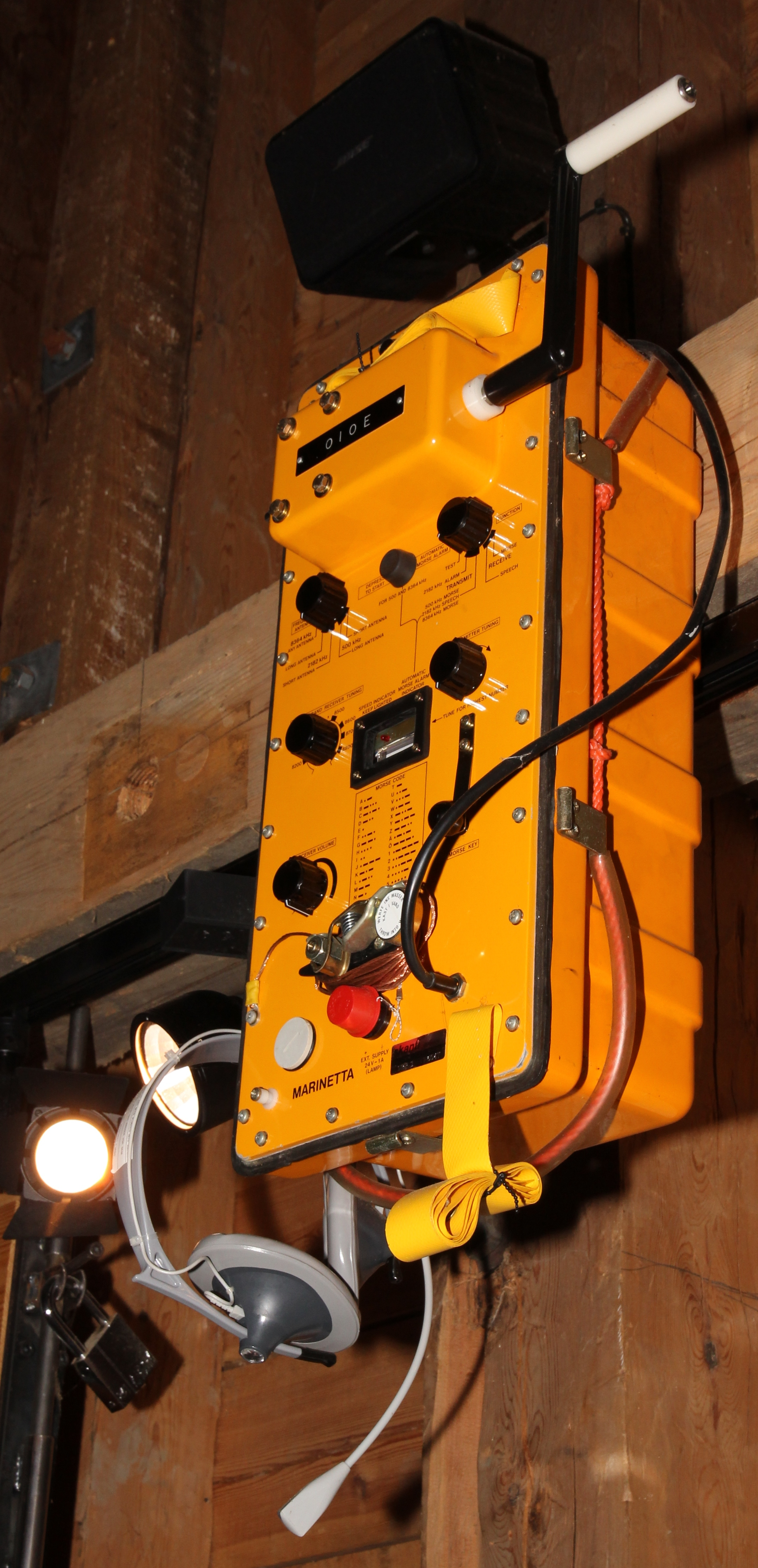
Emetteur-récepteur étanche à bord des embarcations de sauvetage. Fréquences 500 kHz, 8364 kHz (et 2182 kHz en radiotéléphonie).

La Propagation en haute fréquence de la bande décamétrique comprise de 4 000 kHz à 27 500 kHz est utilisée pour les radiocommunications à grande distance.
Tableau des fréquences d'appel assignées aux stations de navires pour la radiotélégraphie Morse manuelle par les ondes décamétriques.
La fréquence de détresse en radiotélégraphie de 8 364 kHz , est utilisé pour les communications de détresse SOS et les embarcations et radeaux de sauvetage en radiotélégraphie par code Morse international , , . 
Les signaux radiotélégraphiques d'une puissance de 1 W sont reçus jusqu'à 3 000 kilomètres de jour et la moitié du monde de nuit. Une antenne radioélectrique de 16,5 mètres (ou 8,25 mètres vertical) est nécessaire pour émettre. La détermination du lieu d'émission est difficile car les signaux radios rebondissent entre ciel et mer/terre, les survivants doivent donner leur position en longitude et en latitude ou d'un lieu terrestre. 

### Articles de références
- (fr) Manuel à l’usage des services mobile maritime
- (fr) Conférence de Berlin de 1906.
- (fr) Les livres écrits par Camille Tissot.
- (en) Convention internationale radiotélégraphique États-Unis 1914
- (en) Convention de Londres de 1912.
- Convention radiotélégraphique internationale en date du 3 juillet 1912 et applicable à la date du 1er juillet 1913.
- (en) EMERGENCY HF FREQUENCY ASIA